# حديقة حيوان الجيزة
حديقة حيوان الجيزة أو جنينة الحيوانات في الجيزة تأسست سنة 1891 م. هي أكبر حديقة للحيوانات في مصر والشرق الأوسط، وأول وأعرق حدائق الحيوانات في أفريقيا. كانت تسمى «جوهرة التاج لحدائق الحيوان في أفريقيا».
، وتفتح أبوابها للجمهور من 9 صباحًا إلى 5 مساءً يوميًا ما عدا الثلاثاء من كل أسبوع (مخصص للرحلات)، والحديقة مغلقة منذ 2023 حتى إشعار آخر نظرًا لعمليات التطوير.

## الحديقة
أمر بإنشائها الخديوي إسماعيل. حيث افتتحت في العام 1891 من قبل الخديوي محمد توفيق ابن الخديوي إسماعيل. حيث بدأت بعرض أزهار ونباتات مستوردة غير موجودة في الطبيعة المصرية. يوجد في الحديقة قرابة ستة آلاف حيوان من نحو 175 نوعا، بينها أنواع نادرة من التماسيح والأبقار الوحشية.
تبلغ مساحة الحديقة نحو 80 فدانا، وتواجه بوابتها الرئيسية شارع شارل ديجول في القاهرة. وتوجد على الضفة الغربية لنيل القاهرة وتوجد بها جداول مائية وكهوف بشلالات مائية وجسور خشبية، وبحيرات للطيور المعروضة. كما تحوي متحف تم بناؤه في العام 1906 ويحوي مجموعات نادرة من الحيوانات والطيور والزواحف المحنطة. ويقدر عدد زوار الحديقة بنحو مليوني زائر سنويا.
تم إغلاق الحديقة في 19 فبراير 2006 خوفا على الحيوانات والطيور من الإصابة بمرض إنفلونزا الطيور، لكن أعيد افتتاحها في 24 أبريل من نفس العام.

## الكشك الياباني
هو متحف صغير داخل الحديقة، يحوي بعض المقتنيات والصور الفوتوغرافية لحديقة الحيوان قديما وحديثا، تم إنشاؤه في عهد الملك فؤاد عام 1924 بمناسبة زيارة ولي عهد اليابان لمصر.

## انتقادات
وجهت انتقادات شديدة لإدارات تشرف على حديقة حيوانات الجيزة بسبب عدم الأخذ بتوصيات من الاتحاد الدولي لحدائق الحيوان، كالاهتمام بها بالشكل المطلوب وتفشي أمراض أتت على حيوانات نادرة، والمعاملة السيئة التي تلقاها بعض الحيوانات في الحديقة كربط الأفيال بالسلاسل المعدنية، ما أدى لاستبعاد مصر في عام 2004 من عضوية الاتحاد الدولي لحدائق الحيوان العام «WAZA» الوازا، وفي ديسمبر 2008 انضمت حديقة حيوان الجيزة لعضوية «PAAZAB» البازاب.

## مديري الحديقة
1. مستر براملي (1891 - 1894)
2. مستر ونتر (1894 - 1897)
3. مستر برانس (1897 - 1898)
4. مستر فلور (1898 - 1927)
5. مستر بورمان (1920 - 1927)
6. إبراهيم قدري (1927 - 1952)
7. حسن فارس (1952)
8. عبد الله النجومي (1952 - 1954)
9. عبد المنعم المسيري (1954 - 1969)
10. حسن عبد المنعم حافظ (1969 - 1978)
11. سعد إبراهيم البدراوي (1978 - 1978)
12. محمد حسين عامر (1987 - 1991)
13. عبد الحليم عبد العزيز فوده (1991 - 1993)
14. محمد حبشي علي (1993 - 1995)
15. مصطفى عوض (1995 - 2004)
16. سامي البساطي (2004 - 2006)
17. طلعت سدراك (2006)
18. فتوح مصطفى درويش (2007)
19. نبيل محمد صدقي (2007 - 2011)
20. فاطمة تمام (2011)
21. مها صابر.[5]

## الأنواع

### ثدييات
- فيل أفريقي، en:African Elephant
- فيل آسيوي، فيل آسيوي
- ليمور أسود، ليمور أسود
- ليمور بني، en:Brown Lemur
- كابوشي، Capuchin
- قرد عنكبوتي، Blackheaded spider Monkey
- نسناس أحمر الذيل، Redtailed Monkey
- نسناس أبو شنب، Mustached Monkey
- نسناس أزرق، Blue Monkey
- نسناس أبيض الأنف صغير، Lesser Whitenosed Monkey
- عبلنج سوداني، Grivet Monkeys
- عبلنج جنوبي، Vervet Monkey
- نسناس باتاس، Patas Monkey
- مكاك البنغال، Rhesus Macaque
- مكاك خنزيري الذنب، Pigtail Macaque
- مكاك ذو القلنسوة، Bonnet Macaque
- قرد النيل أزرق، Olive Baboon
- قرد أصفر، Yellow Baboon
- قرد حبشي، Hamadryas Baboon
- جيبون، Whitehanded gibbon
- شمبانزي شائع، Common Chimpanzee
- إنسان الغابة، Bornean Orangutan
- أبو شوك، en:Crested Porcupine
- أجوتي برازيلي، en:Brazilian Agouti
- قط الأدغال، en:Jungle Cat

(انظر أيضا قط بري، قط بري)
- سرفال، بج
- أسد أفريقي، Lion
- نمر، نمر
- ببر، en:Bengal Tiger
- نمس مصري، en:Egyptian Mongoose
- ضبع منقط، en:Spotted Hyena
- ضبع مخطط، en:Striped Hyena
- ابن آوى مصري، en:Egyptian jackal
- ثعلب أحمر، en:Red Fox
- ثعلب الفنك، فنك
- دب أسود أمريكي، دب أسود أمريكي
- دب هيمالايا، en:Asiatic black bear
- سبع بحر باتاجونيا، en:South American Sea Lion
- راكون، راكون شائع
- حمار وحشي جرانتز، en:Grants Zebra
- حمار وحشي جريفيز، Grvys Zebra
- خرتيت أبيض، en:White Rhinoceros
- فرس النهر، فرس النهر
- جمل آسيوي، en:Bactrian Camel
- جمل مغربي، en:Dromedary Camel
- لاما أهلية، لاما
- أيل أوروبي، en:Fallow Deer
- أيل سمبار، en:Sambar Deer
- ظبي قافز، قوقز
- غزال مصري، en:Dorcas Gazelle
- نلجاي، نلجاي
- ايلاند، إيلاند
- كودو كبير، كود أكبر
- نو، نو (حيوان)
- كبش أروي، ضأن بربري
- ماعز جبلي، en:Nubian Ibex
- ماعز آسيوي، ماعز بري
- أبو عدس، مها أبو عدس
- أبو حراب سوداني، en:Scimitar horned oryx
- أبو حراب جنوبي، مها جنوب أفريقية
- المها العربي
- كتمبورا، en:Defassa Waterbuck
- تيل أحمر، en:Red Lechwe
- أبو عق، en:Nile Lechwe
- كنغر أحمر، en:Red Kangaroo
- ولابي أبيض، en:Bennetts Wallaby

(ولابي أبيض)
- زرافة، en:Giraffe
- سيسي، فرس قزم
- فهد

### طيور
- نعام أفريقي، Ostrich
- كسوري، Southern Cassowary
- إميو، Emu
- نسر أمريكي، en:Andean Condor
- عقاب سعفاء كبرى، عقاب سعفاء كبرى
- صقر حوام، en:Common Buzzard
- عقاب صرارة، en:Short-toed Eagle
- مرزة البطائح (دريعة)، Western Marsh Harrier
- نسر جريفون، Griffon vulture
- رخمة مصرية، en:Egyptian Vulture
- حدأة سوداء، black kite
- بومة اذناء، Longeared owl
- بومة مصاصة، en:Barn Owl
- درة فيشر، Fischers love bird
- درة وردية الوجه، Rosyfaced lovebird
- أمازون اصفر الجبهة، Yellowfaced amazons
- مكاو أزرق أصفر، en:Blue-and-yellow Macaw
- ببغاء رمادي أفريقي، en:African Grey Parrot
- كوكاتو أصفر الشوشة، Yellowcrested Cockatoo
- كوكاتو النخيل، كوكاتو النخيل
- كوكاتيل، كوكاتيل
- درة مطوقة هندي، Indian-ring-necked parakeet
- لوري شاتونج، en:Ornate Lorikeet
- لوري أصفر الصدر، Yellowbibbed Lory
- لوري شاترنج، en:Chattering Lory
- درة أسترالي، درة
- عصفور زيبرا، en:Zebra Finch
- عصفور جاوة، en:Java Sparrow
- أبو قرن هندي، Oriental pied hornbill
- فزان ذهبي، en:Golden Pheasant
- فزان فضي، en:Silver Pheasant
- طاووس هندي، en:Indian Peafowl
- دجاج وادي غرب أفريقيا، en:Helmeted Guineafowl
- دجاجة الماء، en:Common Moorhen
- بشاروش، Greater Flamingo
- بجع بني، Brown pelican
- بجع أبيض، White Pelican
- بلشون رمادي، Grey Heron
- لقلق أبيض (عنز أبيض)، White Stork
- أبو ميه، Saddle billed stork
- أبو منجل المقدس، Sacred Ibis
- أبو منجل أصلع، Northern Bald Ibis
- تم أبيض، Whooper Swan
- إوز صيني، Swan Goose
- إوز فرعوني، Egyptian Goose
- بط صواي، Eurasian Wigeon
- بط بلبول، Northern Pintail
- بط خضاري، Mallard
- إوز أبيض الجبهة، Whitefronted Goose

### مستعمرات طيور برية
- بلشون أبيض صغير، en:Little Egret
- بلشون الليل، Night Heron
- أبو قردان، en:Cattle Egret
- صياد السمك أبيض الصدر، en:White-throated Kingfisher
- باراكيت أخضر، en:Rose-ringed Parakeet
- باراكيت الكسندرين، en:Alexandrine Parakeet

### زواحف
- تمساح النيل، Nile crocodile
- تمساح أمريكي، American Alligator
- كوبرا مصرية، Egyptian cobra
- ثعبان أرقم بيتي، Common Egg Eater
- ثعبان خضاري، Montpellier Snake
- ثعبان أبو السيور غيطي، Olive Grass Snake
- ثعبان دساس، Egyptian Sand Boa
- أصلة ماليزي، Reticulated Python
- ورل نيلي، :Nile Monitor
- ورل صحراوي، Desert Monitor
- سحلية دفانة، Ocellated Skink
- أم الحيات، Gold skink
- إجوانا خضراء، Green Iguana
- حرباء، Common Chameleon
- سلحفاة مائية مصرية، Nile soft-shell turtle
- سلحفاة مشععة، Radiated Tortoise
- سلحفاة يوناني، Spurthighed Tortoise
- سلحفاة مصرية، Egyptian Tortoise
- سلحفاة سوداني، en:African Spurred Tortoise
- سلحفاة حمراء الأذنين، Redeared slider

### نباتات
- سنط نيلي،en:Acacia arabica
- en:Alstonia scholaris
- شجرة عيد الميلاد،en:Araucaria excelsa
- اروكاريا شوكية، أروكاريا بدويلية
- en:Bombax ceiba
- en:Cordia alba
- خيار شمبر، خيار شمبر
- قريوطة طرية
- سيدريلا تونا،en:Cedrela toona
- سيكاد
- بونسيانا، بونسيانا
- en:Eugenia jambolana
- en:Erythrina corallodendron
- كافور، أوكالبتوس كمالدولي
- تين بنغالي
- en:Ficus roxburghii
- en:Ficus platyphylla
- أكاجو السنغال
- المشطورة en:Kigelia pinnata
- جاكراندا، جكراندة ميموزية الأوراق
- en:Harpullia pendula
- زنزلخت، أزدرخت شائع
- en:Peltophorum africanum
- en:Putranjiva roxburghi
- en:Spathodea campanulata
- en:Sterculia lurida
- en:Swietenia mahagoni
- en:Terminalia africana

## تاريخ الحديقة
- في 1826 ارسل محمد علي زرافتين احدهما إلى إنجلترا والاخرى إلى فرنسا.[10][11][12]
- في عام 1871 البدء في إنشاء حديقة حيوان الجيزة.[13]
- في عام 1867 بناء الجبلاية الملكية وجبلاية القلعة.[13]
- في عام 1869 بناء جبلاية الشمعدان.[13]
- في عام 1873، 1875 بناء جبلاية الابداع.[13]
- في عام 1891 الافتتاح للجمهور في عهد الخديو توفيق.[13]
- في عام 1896 افتتاح بيت الدب.
- في عام 1898 افتتاح البيت الحكومي.
- في عام 1901 افتتاح بيت الفيل وبيت السباع.
- في عام 1909 إنشاء المكتبة العلمية.
- في عام 1910 أصبحت حديقة حيوان الجيزة تحت سلطة وزارة الزراعة.[13]
- في عام 1911 تم افتتاح الكوبري المعلق.[13]
- في عام 1914 إنشاء المتحف الحيواني.
- في عام 1924 إنشاء الكشك الياباني.
- في عام 1934 إنشاء جامعة القاهرة وطريق نهضة مصر الذي فصل حديقة الاورمان عن حديقة الحيوان مما ادى إلى ازالة العديد من النباتات.[13]
- في عام 1936 افتتاح الباب العمومي.
- في عام 1938 تم إضافة الجزء الجنوبي للحديقة الاورمان لتزيد مساحة حديقة الحيوان من 50 فدان إلى 80 فدان وحيث تم جلب الحيوانات من سرايا الجزيرة (فندق ماريوت الآن) [13]
- في عام 1949 افتتاح الاستراحة الملكية.
- في عام 1987 جمعية الطيور العالمية قاموا بانشاء مركز بيئي تعليمي بتكلفة ربع مليون جنية تحت اشراف مندي بهاء الدين.[13][14]
- في عام 1990افتتاح مركز التعليم والوعي البيئي.
- في عام 1993 قتل اسدان حارس بعد ترك الباب الخارجي للقفص مفتوح وتم قتلهم بالرصاص، وفي وقت لاحق داس فيل على أحد الحراس وقتله.[15]
- في عام 1998 تم غلق متحف الحيوان.
- في 2003 في مؤتمر صحفي يعلن الاتحاد العالمي خروج مصر من التصنيف العالمي.[16]
- في يناير 2004 خروج حديقة حيوان الجيزة من «WAZA» الوازا.[16]
- في عام 2006 قفل حديقة حيوان الجيزة بسبب انفلونزا الطيور لمدة ثلاث أشهر.[17][18][19][20]
- في ديسمبر 2008 انضمام حديقة حيوان الجيزة لعضوية «PAAZAB» البازاب.[21]
- في يناير 2013 حريق في حديقة حيوان الجيزة.[22]
- في مايو 2013 إعادة افتتاح جزيرة الشاي في حديقة حيوان الجيزة.[23]

## تسجيلات فيديو
- حديقة الجيزة في يونيو 2012 على يوتيوب
- حديقة الجيزة في اغسطس 2012 على يوتيوب
- حديقة الجيزة في سبتمبر 2012 على يوتيوب
- حديقة الجيزة في نوفمبر 2012 (الجزء الأول) على يوتيوب
- حديقة الجيزة في نوفمبر 2012 (الجزء الثاني) على يوتيوب

## معرض صور

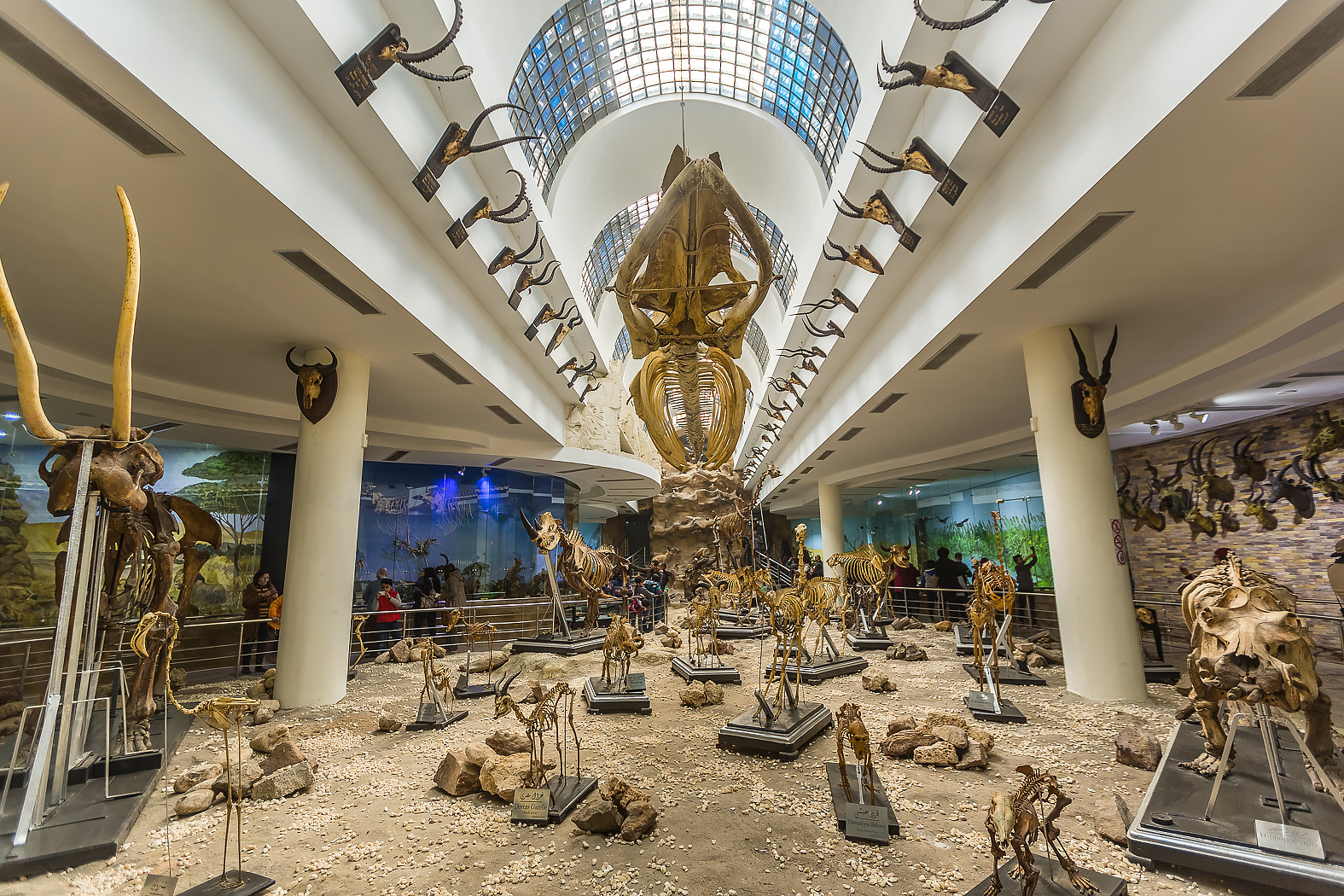
متحف الحيوان
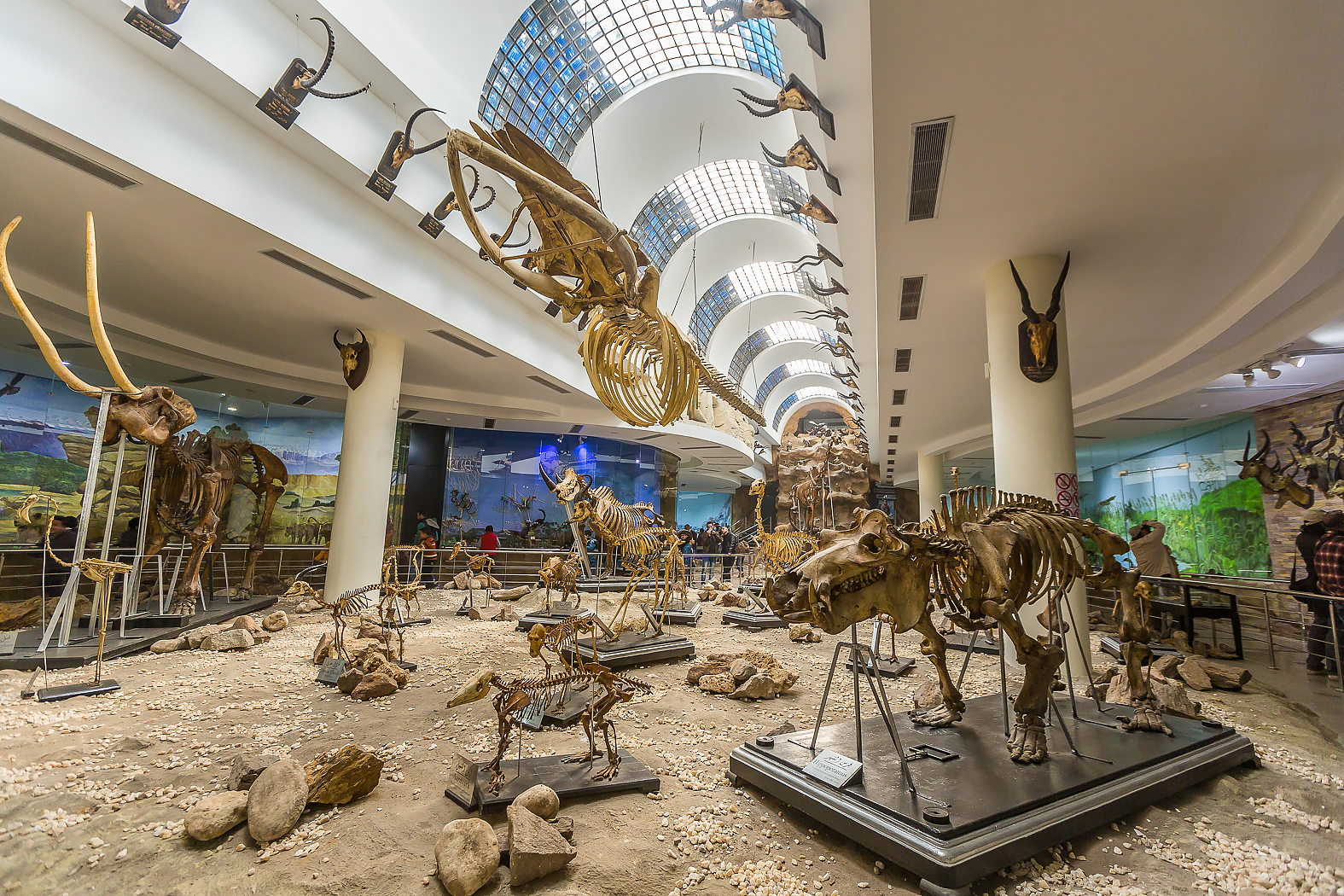
متحف الحيوان
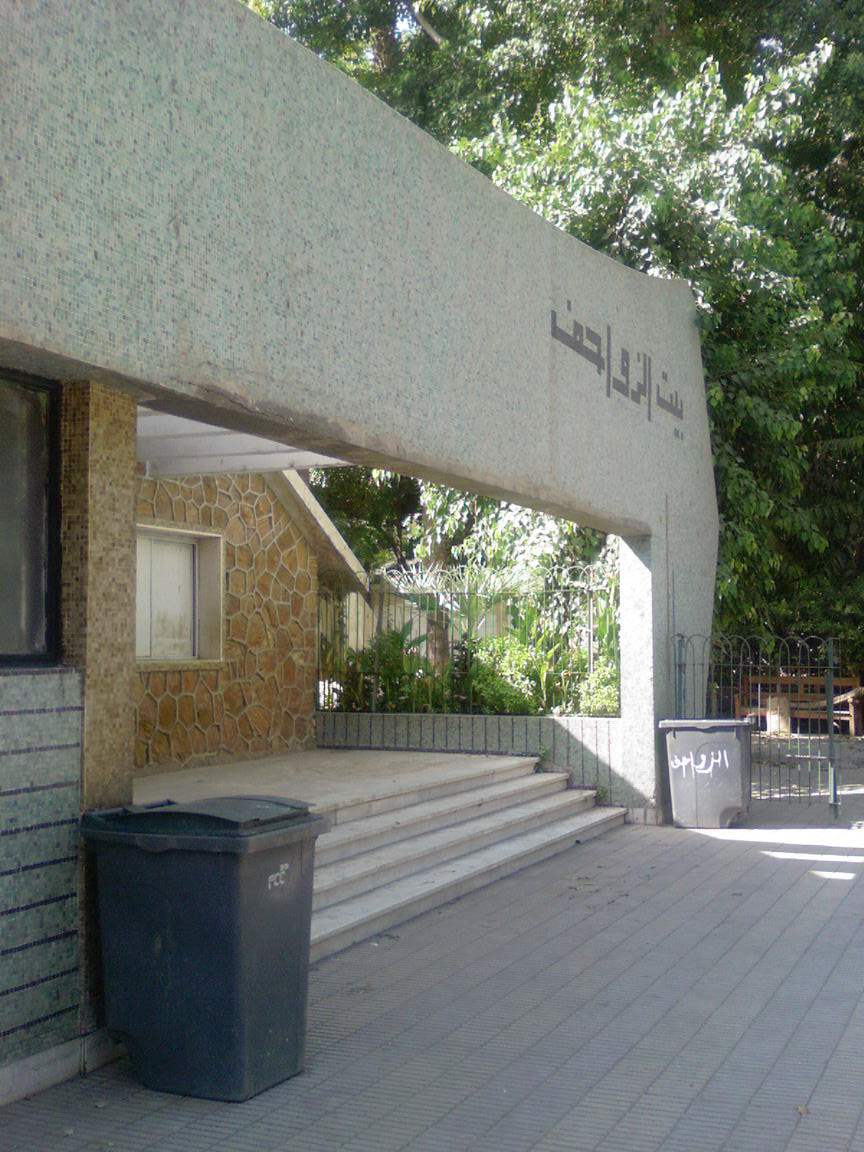
مدخل بيت الزواحف
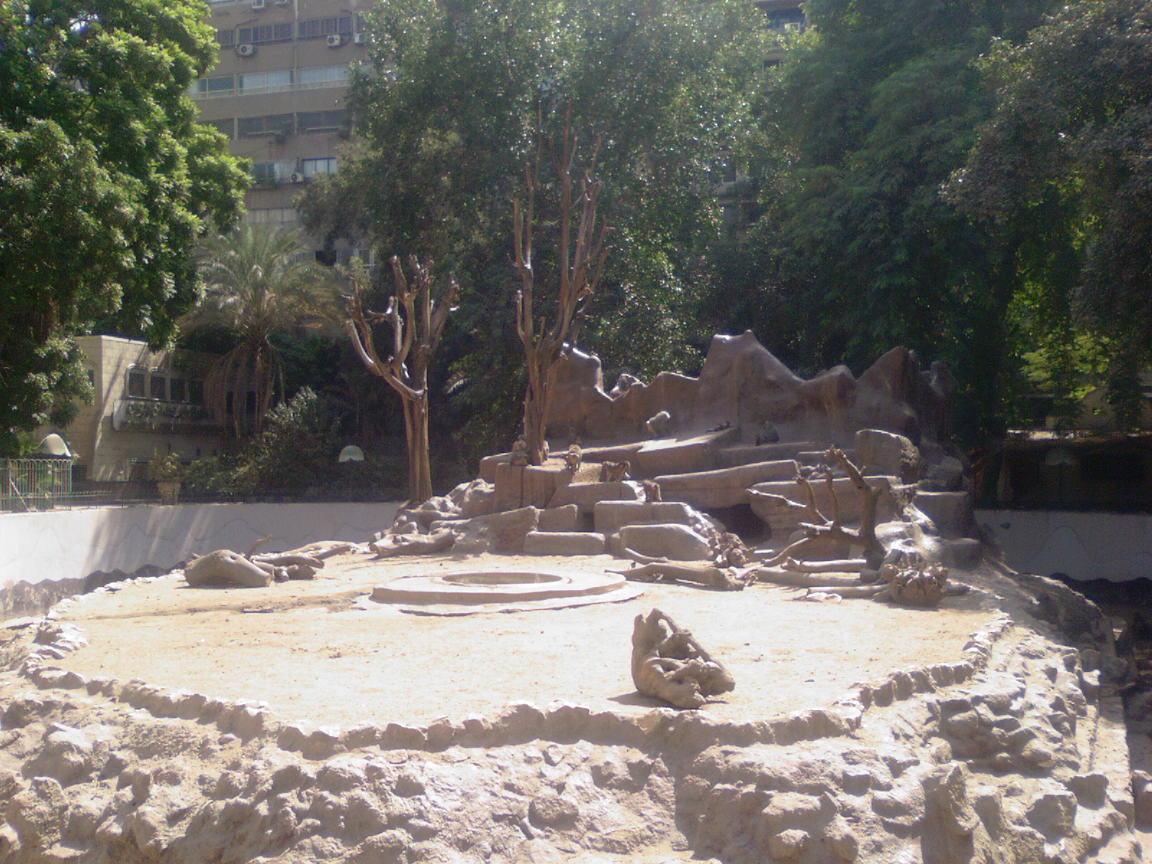
جبلاية القرود
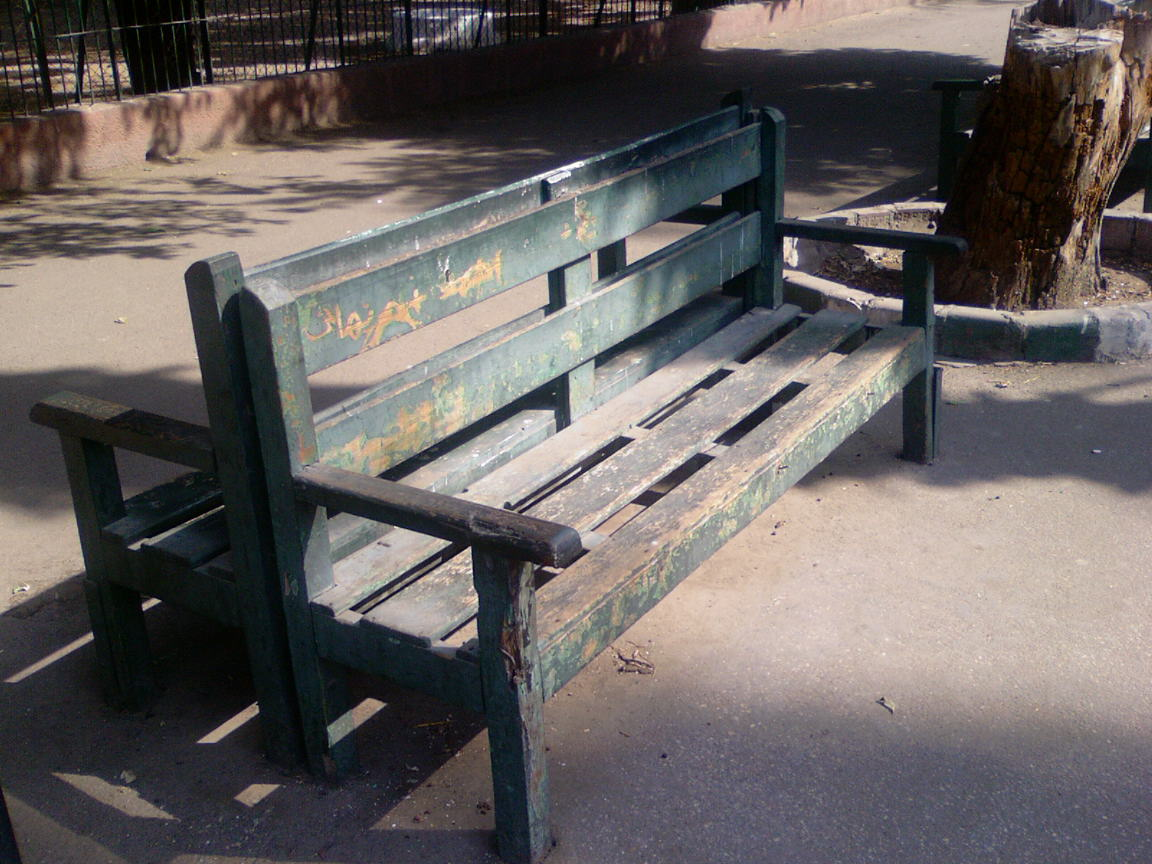
المقاعد الخشبية الخضراء التي تتميز بها الحديقة
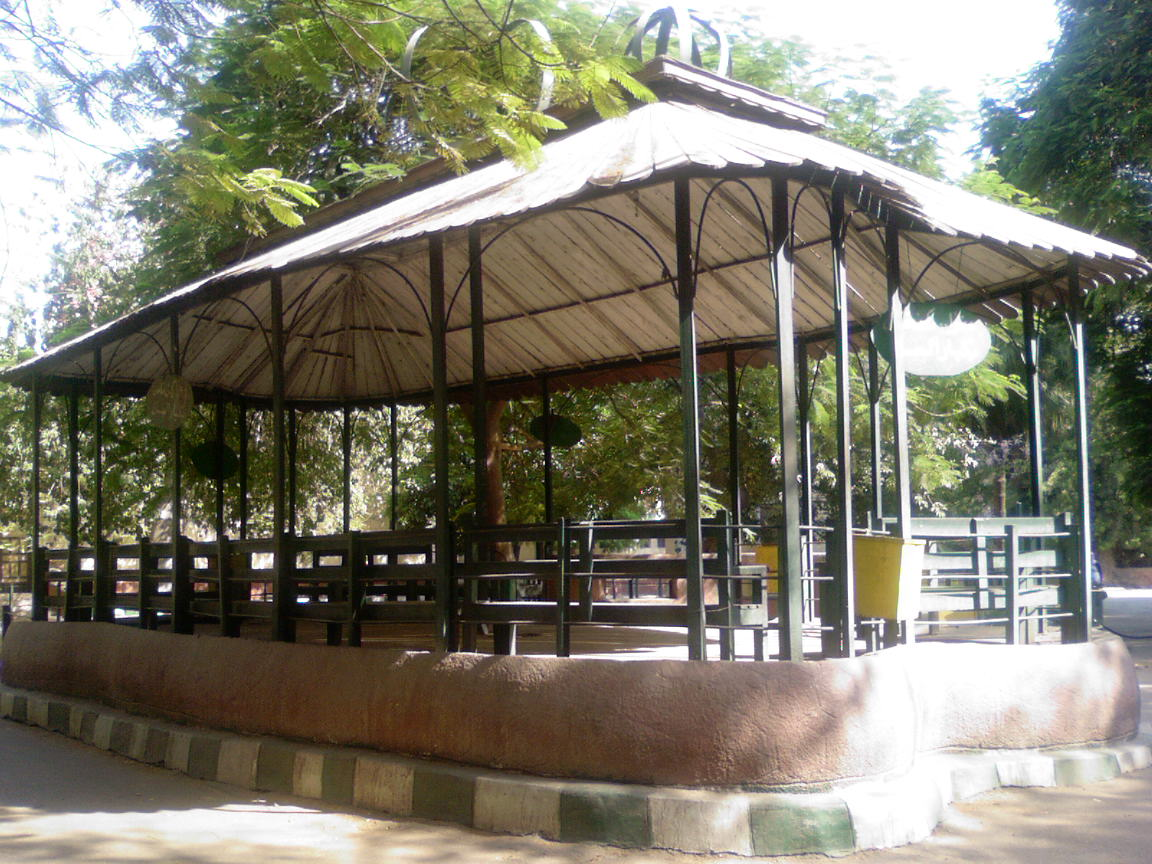
إحدي ساحات التجمع بالحديقة
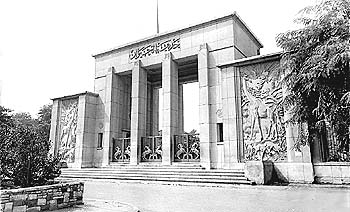
المدخل الرئيسي (صورة قديمة)
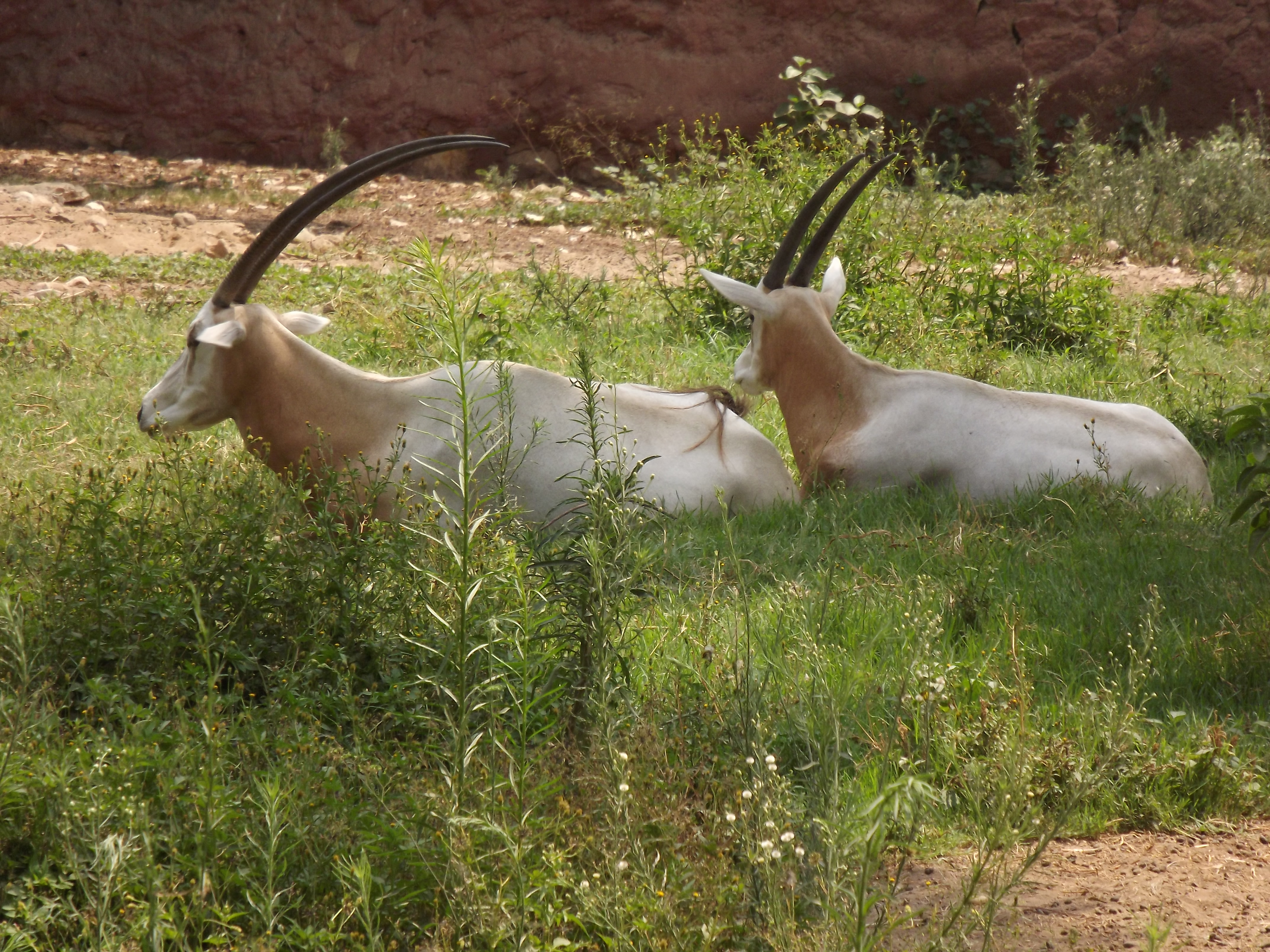
أبو حراب سوداني
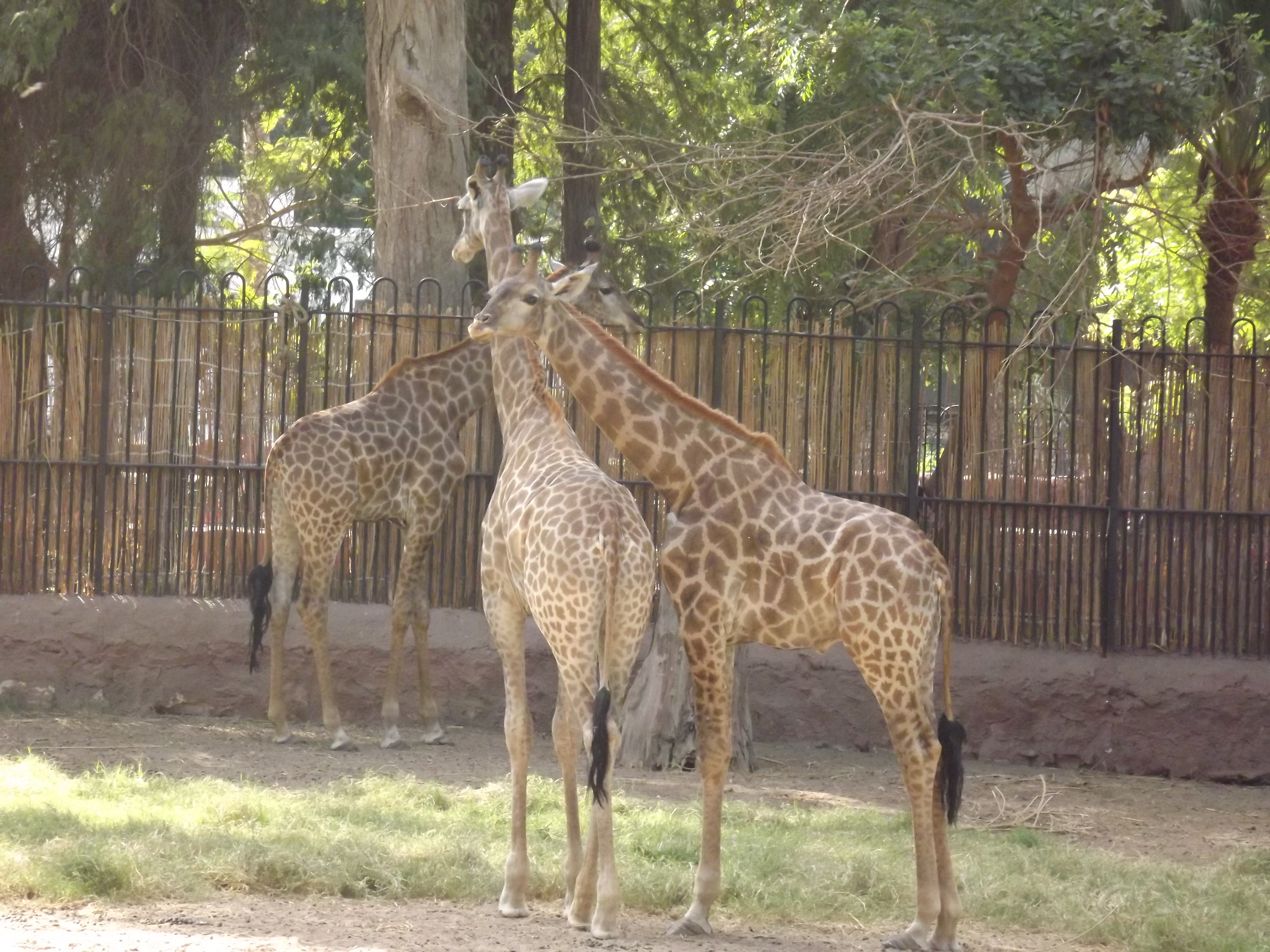
زرافة
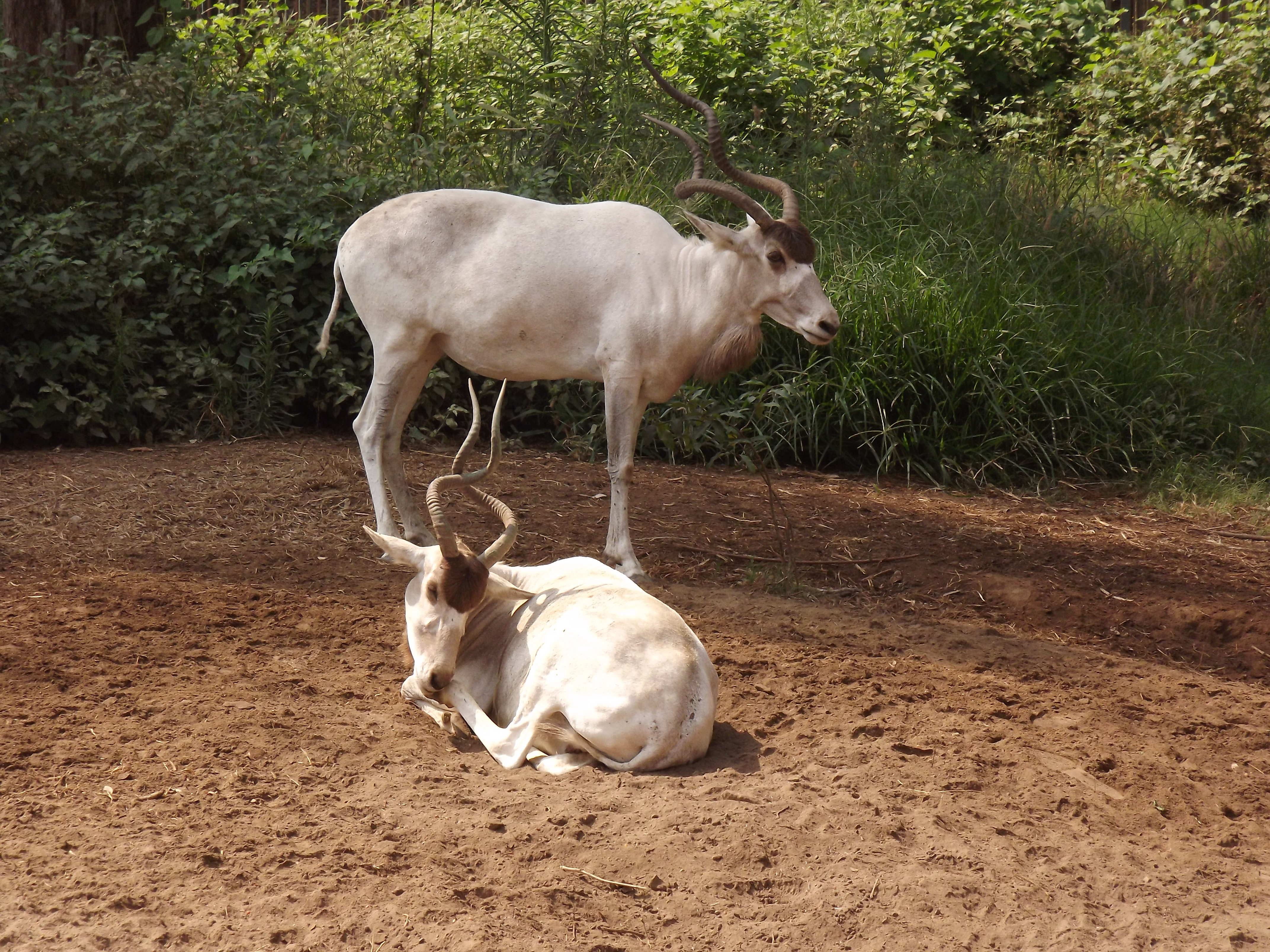
أبو عدس (مها أبو عدس)
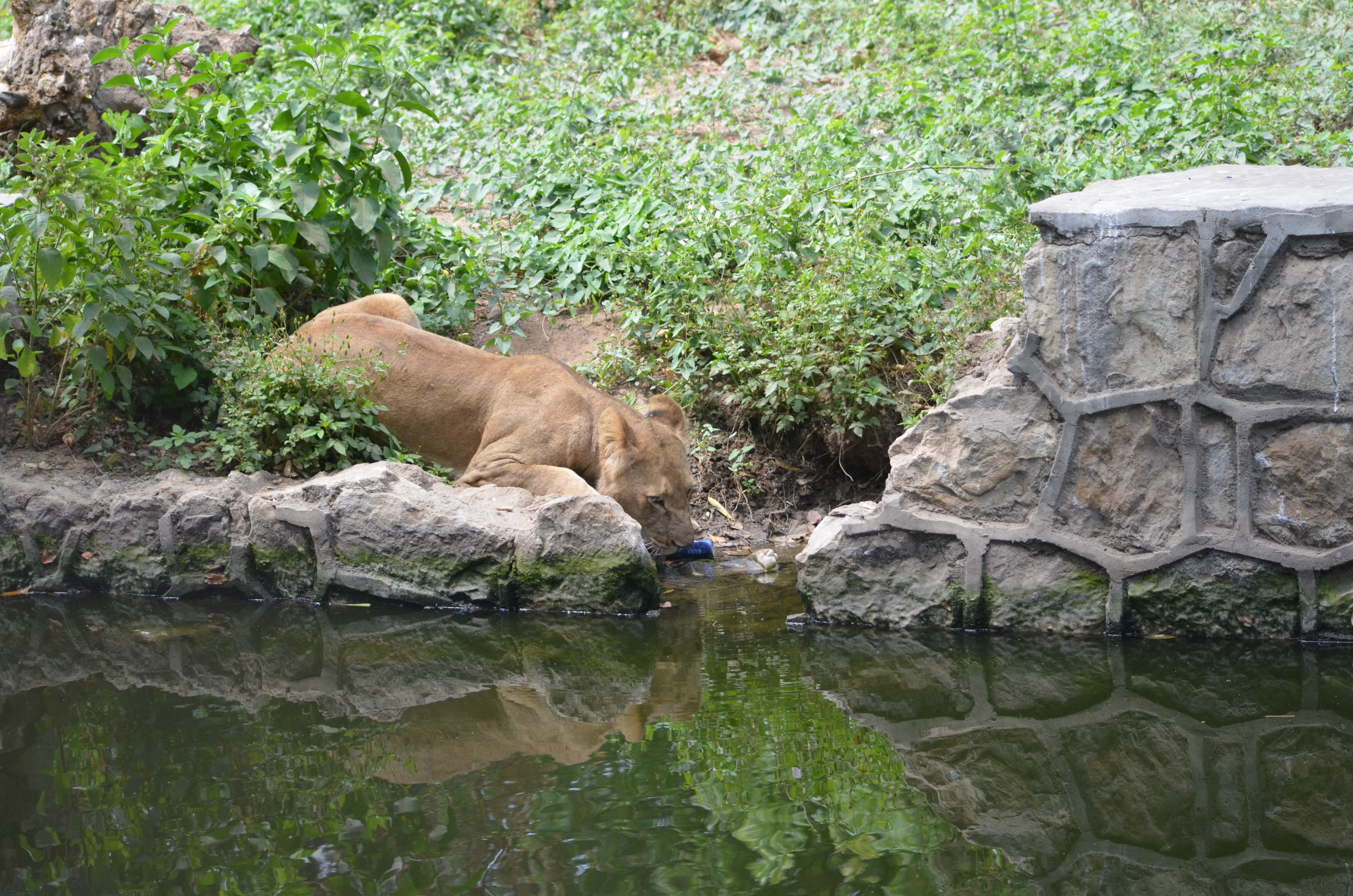
لبوة
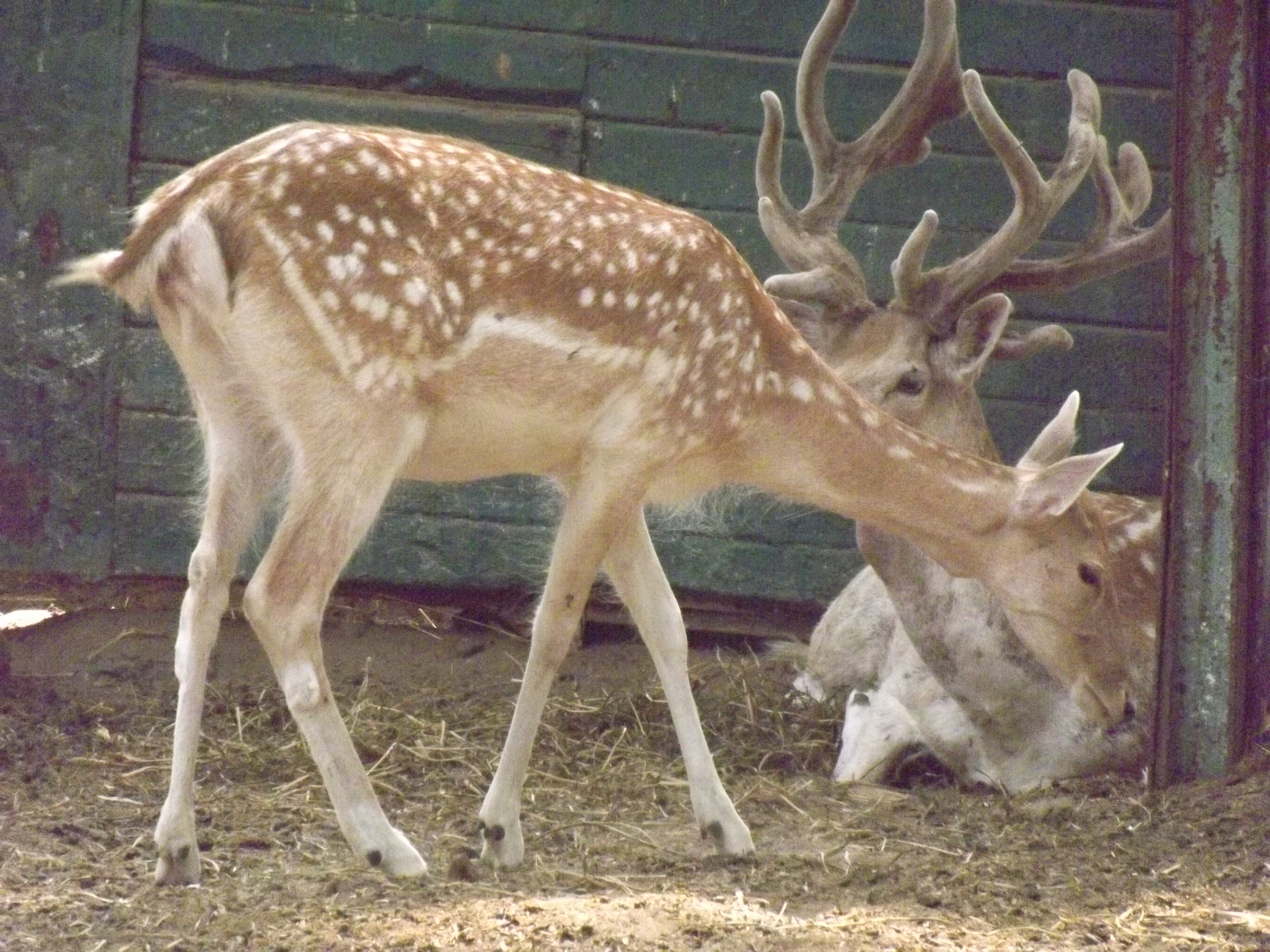
أيل أوروبي
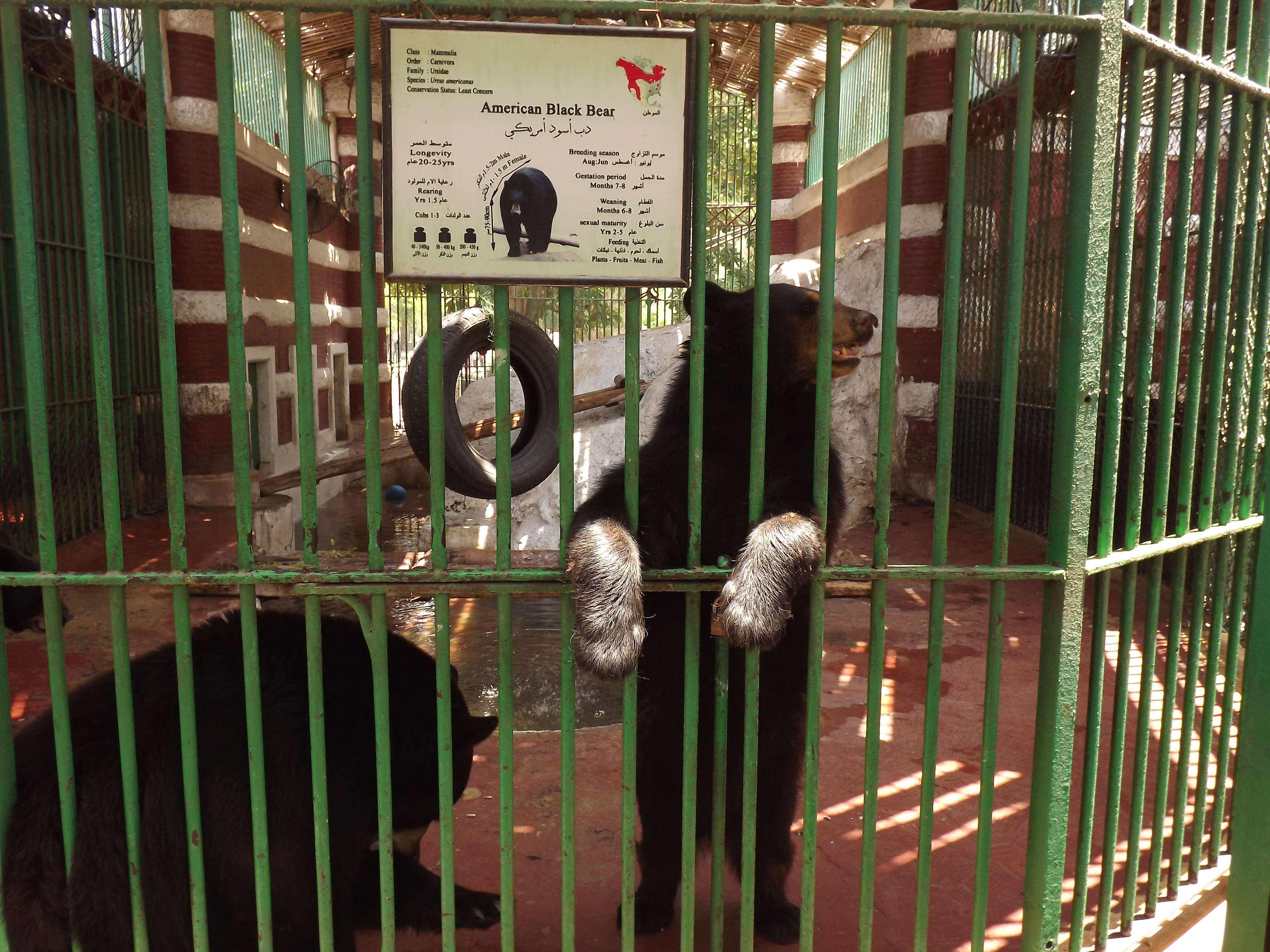
دب أسود أمريكي
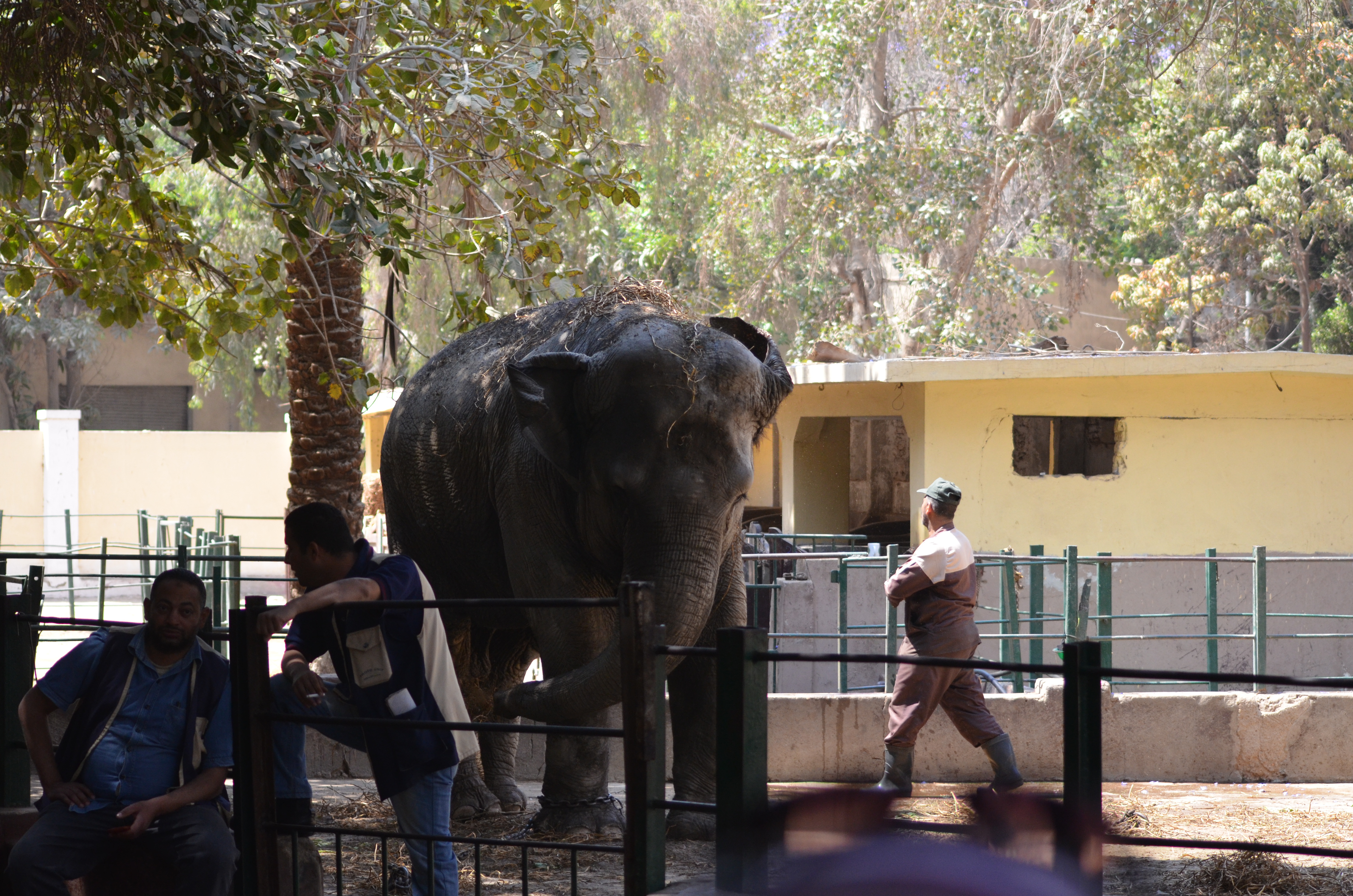
فيل آسيوي
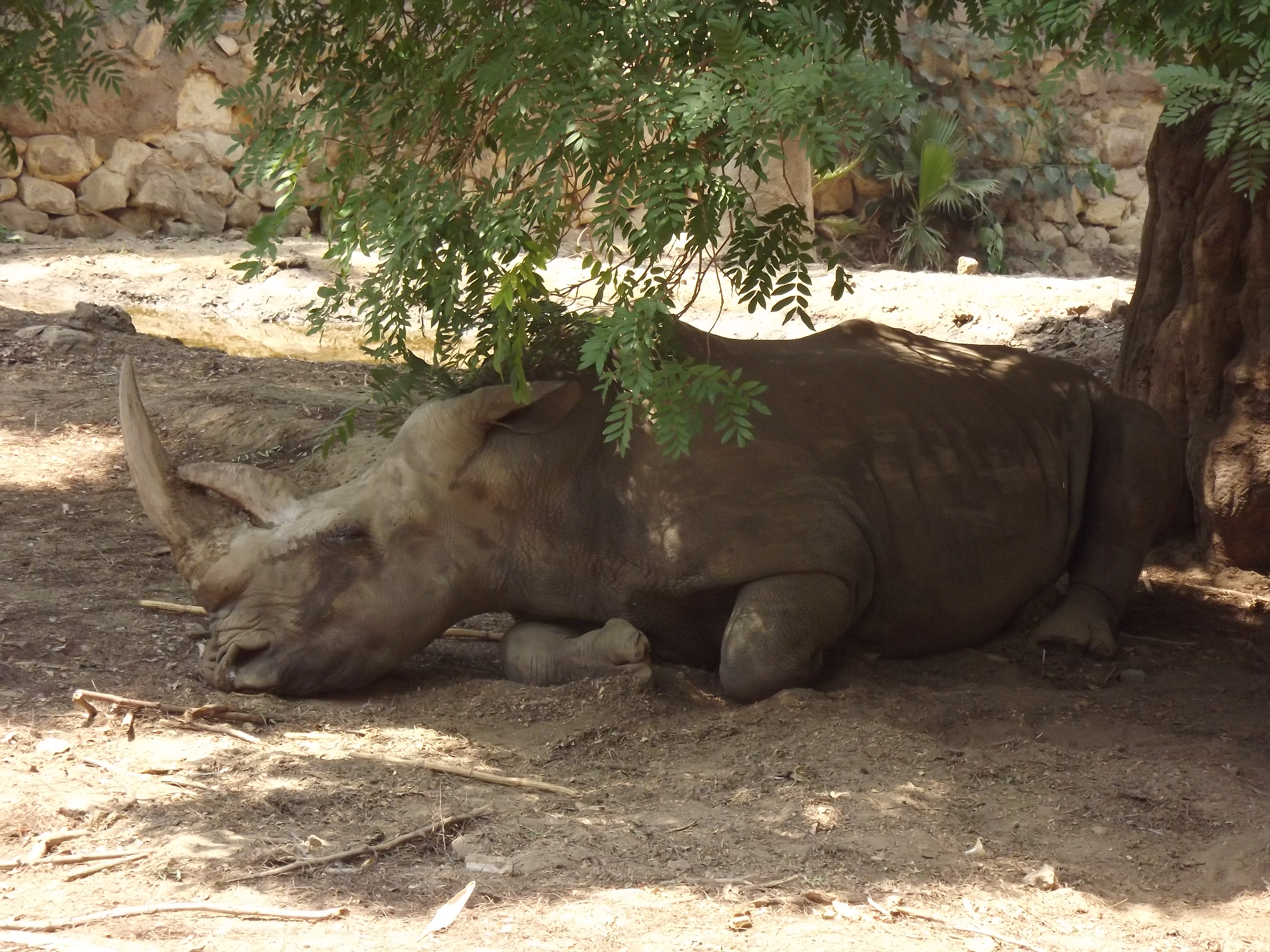
خرتيت أبيض
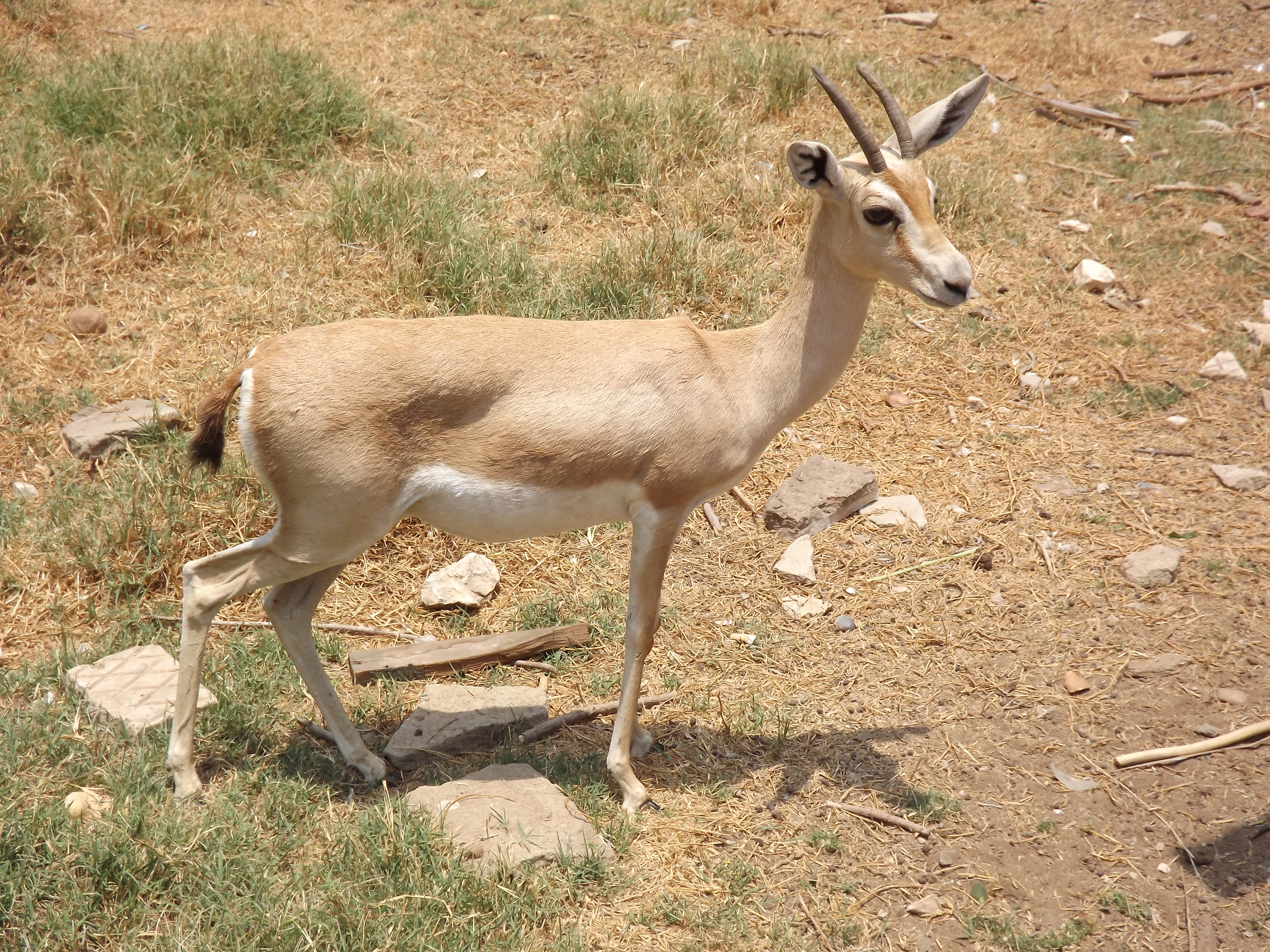
غزال مصري (غزال دوركاس)
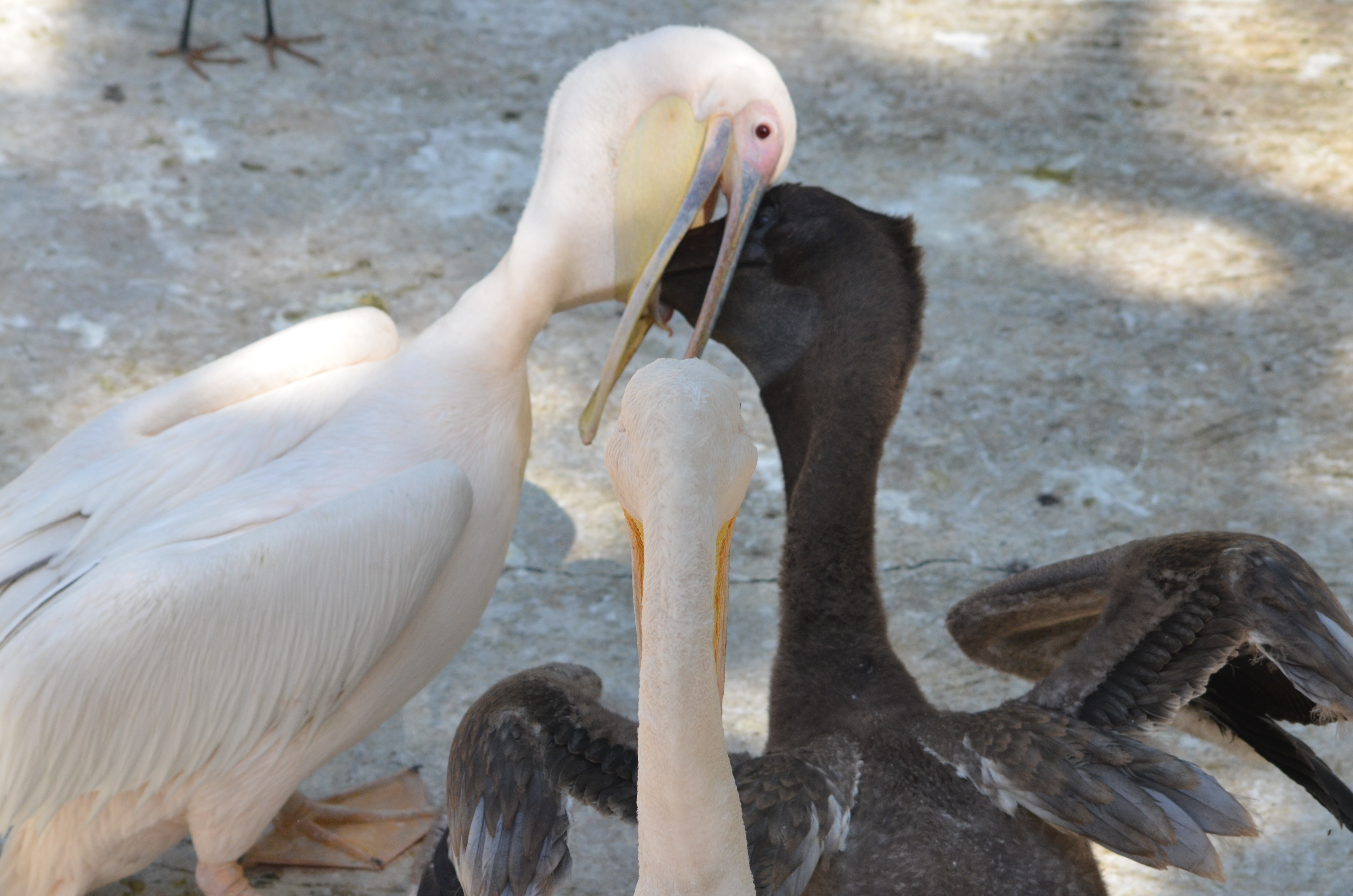
بجع أبيض
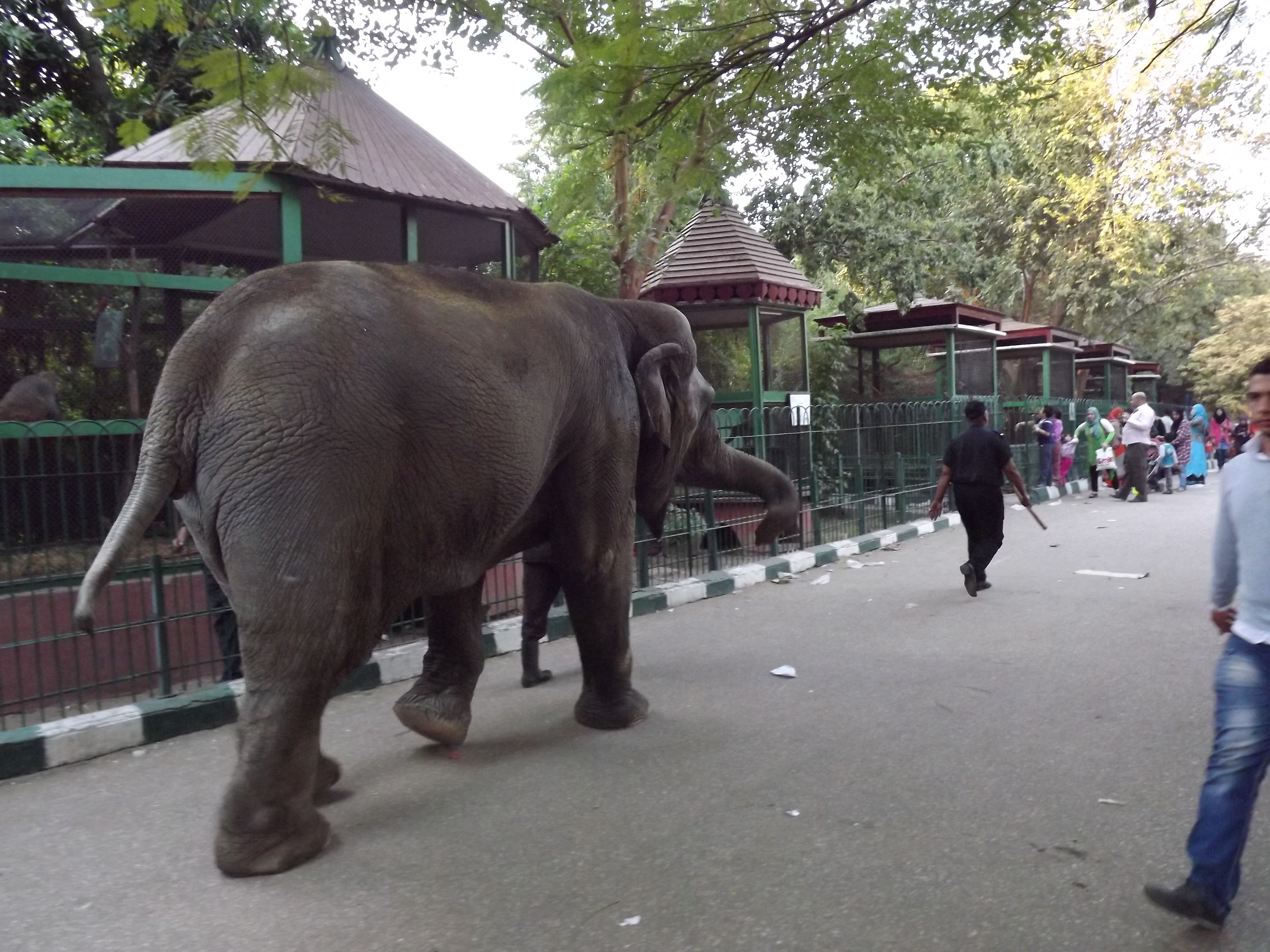
فيل آسيوي
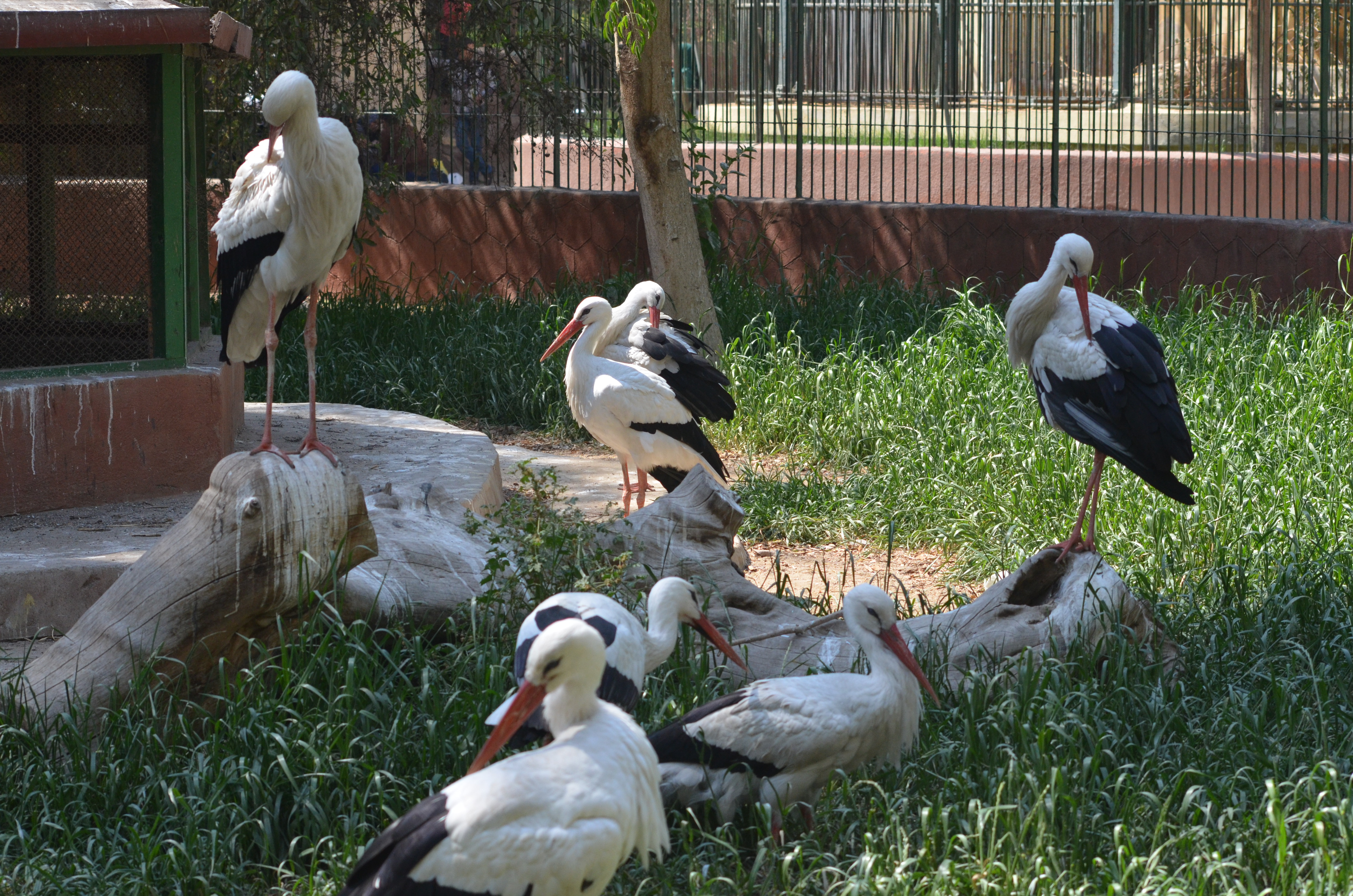
لقلق أبيض (عنز أبيض)
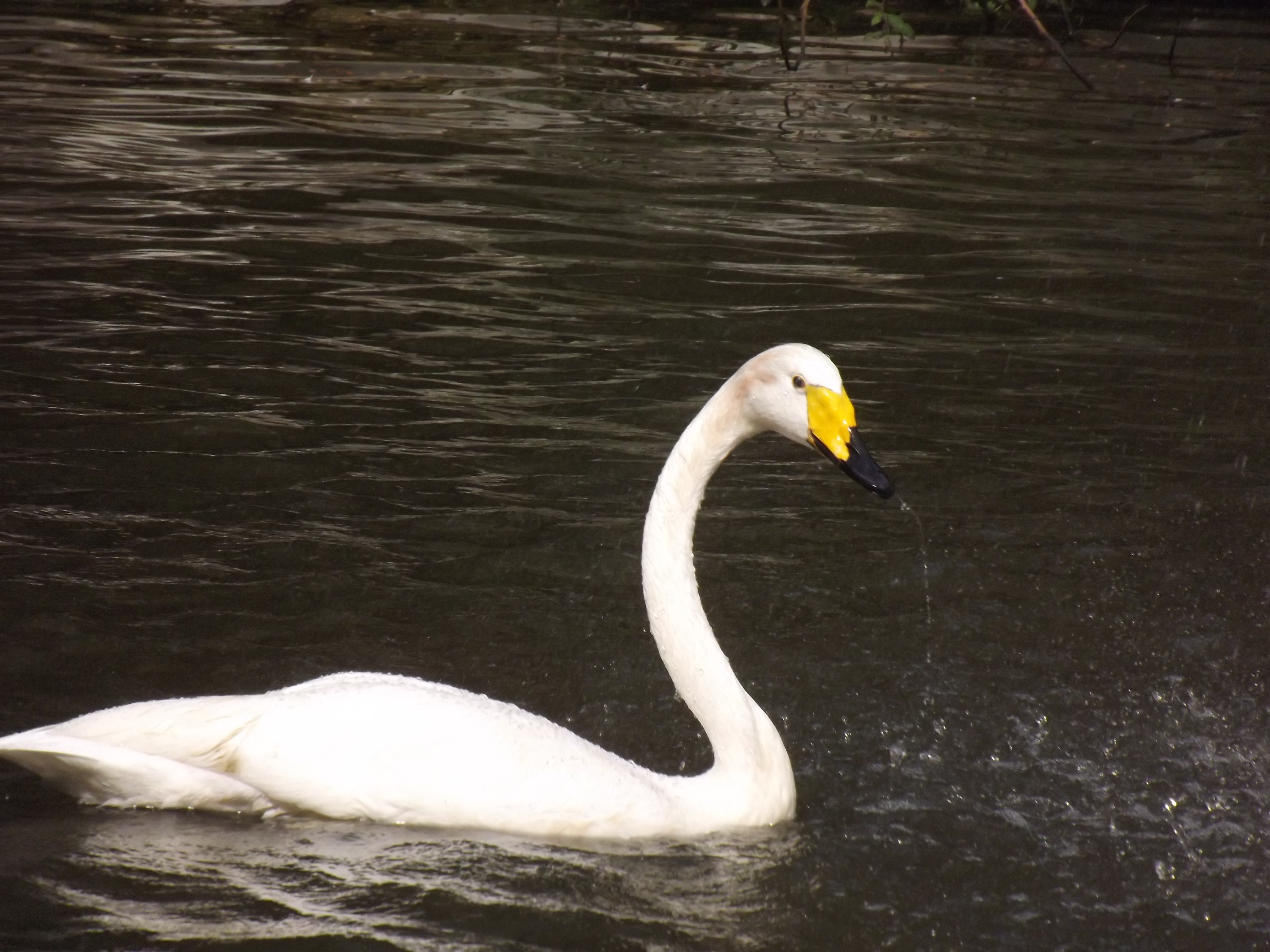
تم أبيض
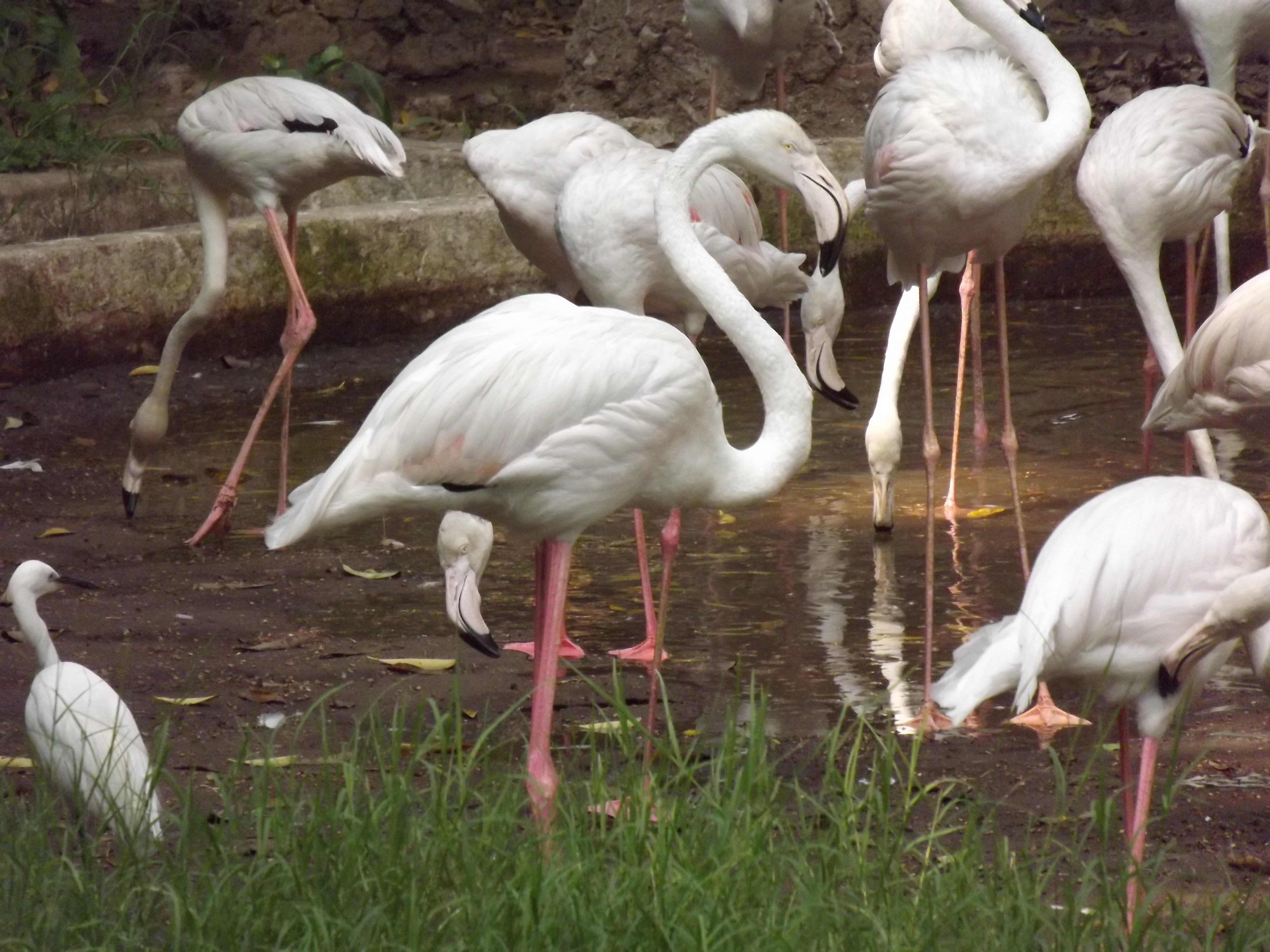
بشاروش
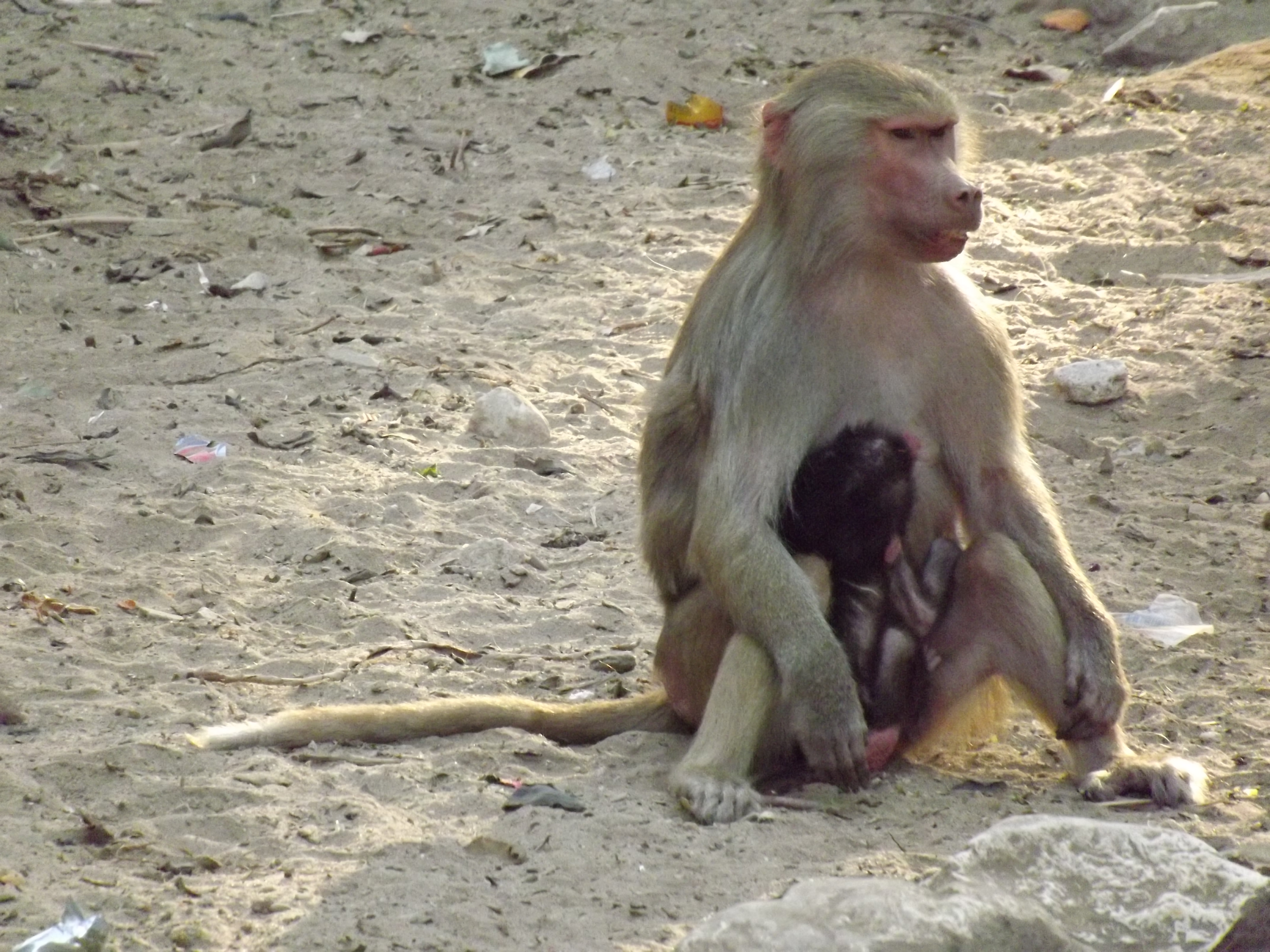
قرد حبشي
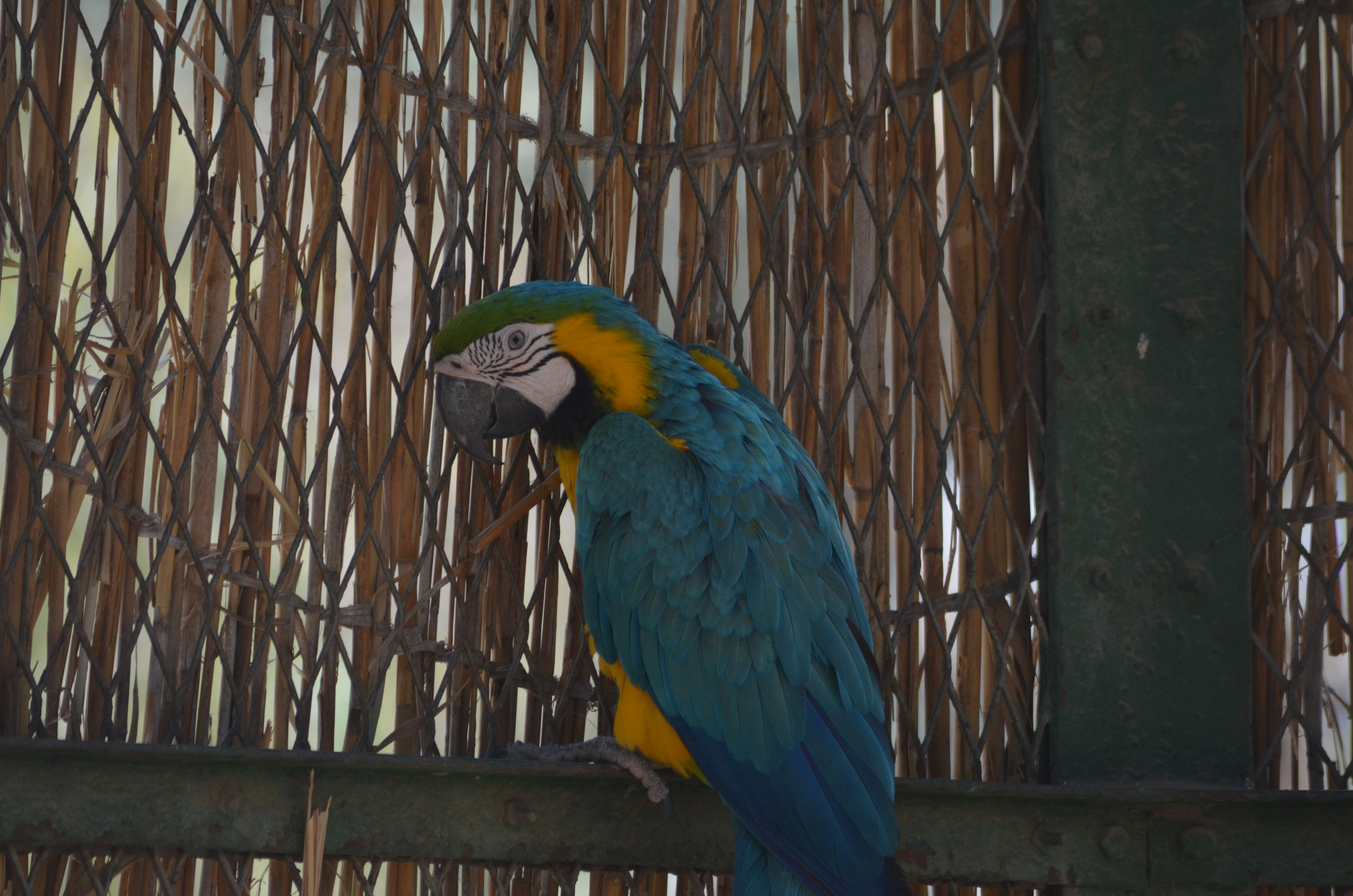
مكاو أزرق أصفر
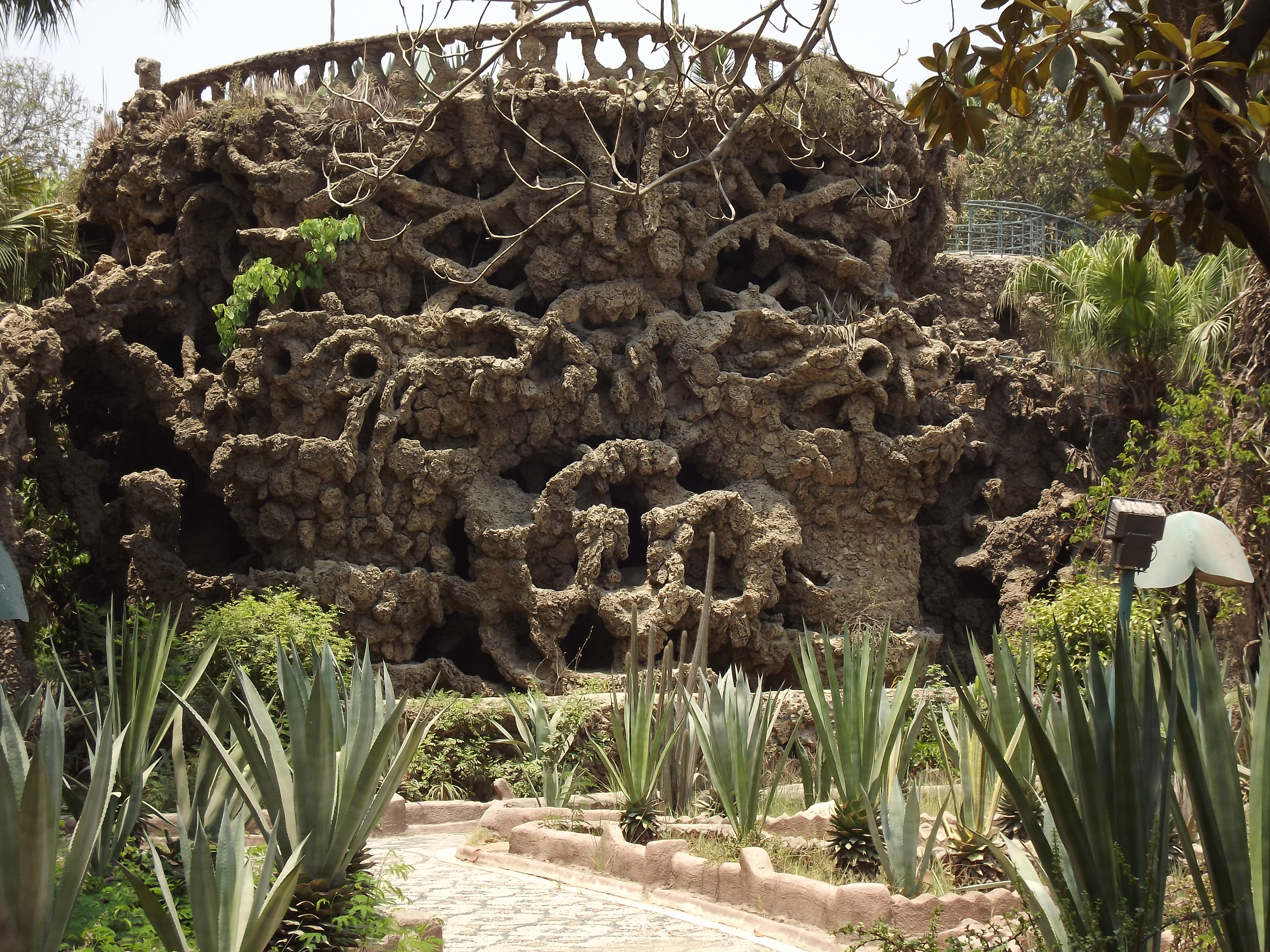
الجبلاية الملكية
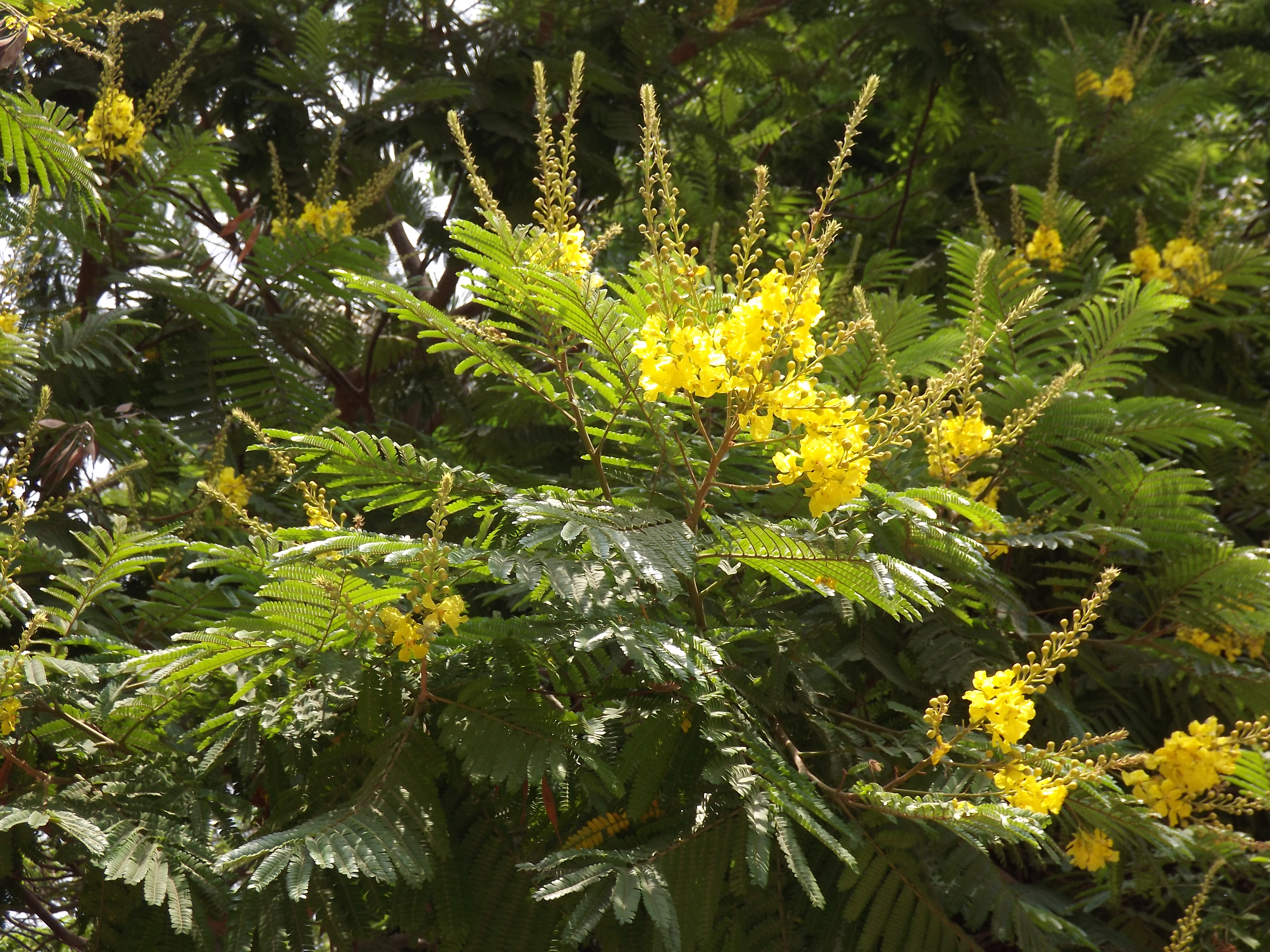
بلتفورم
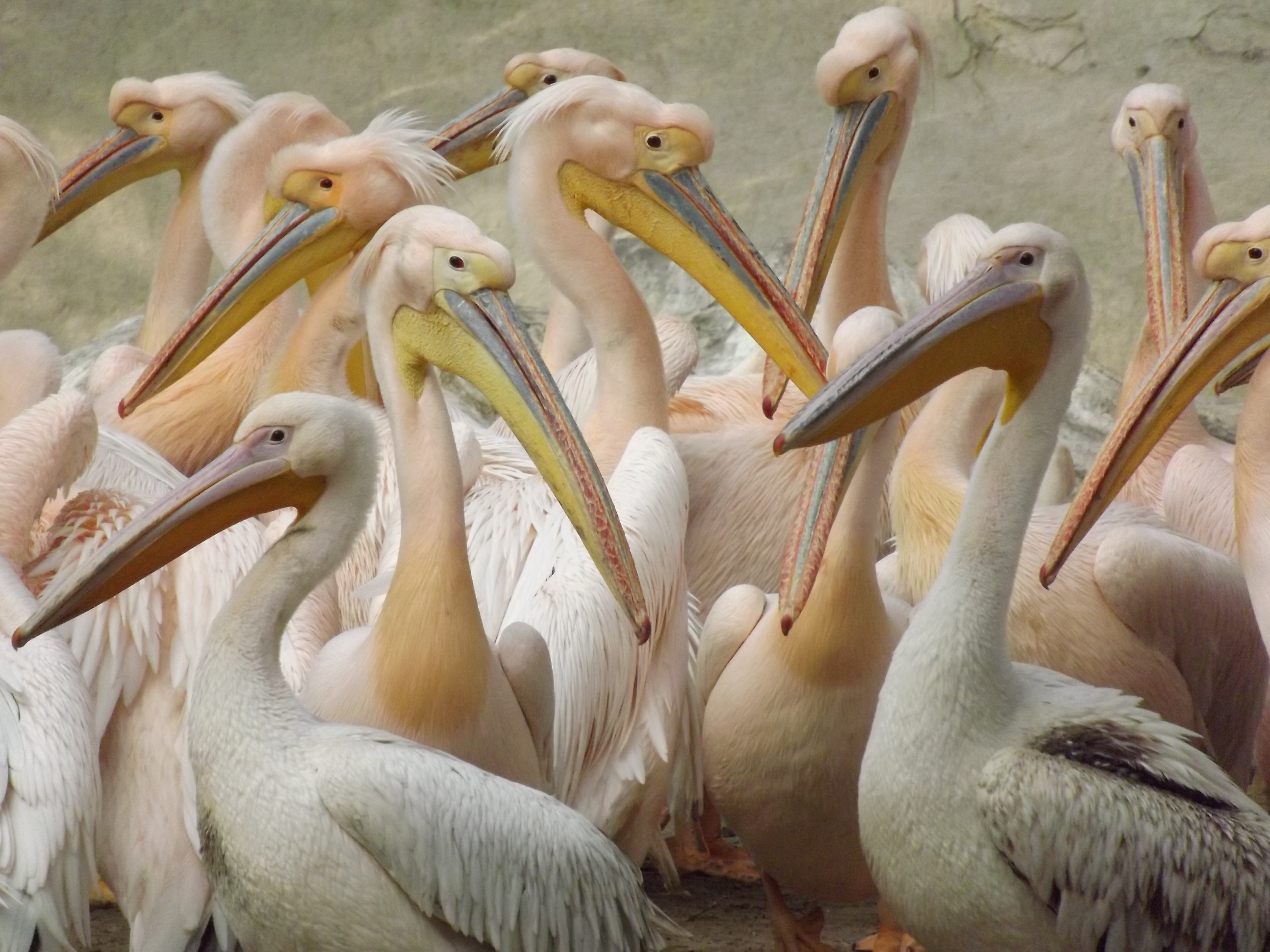
بجع أبيض
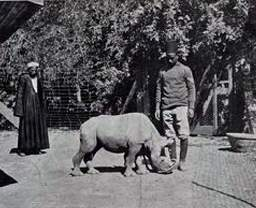
وحيد القرن في العام 1912
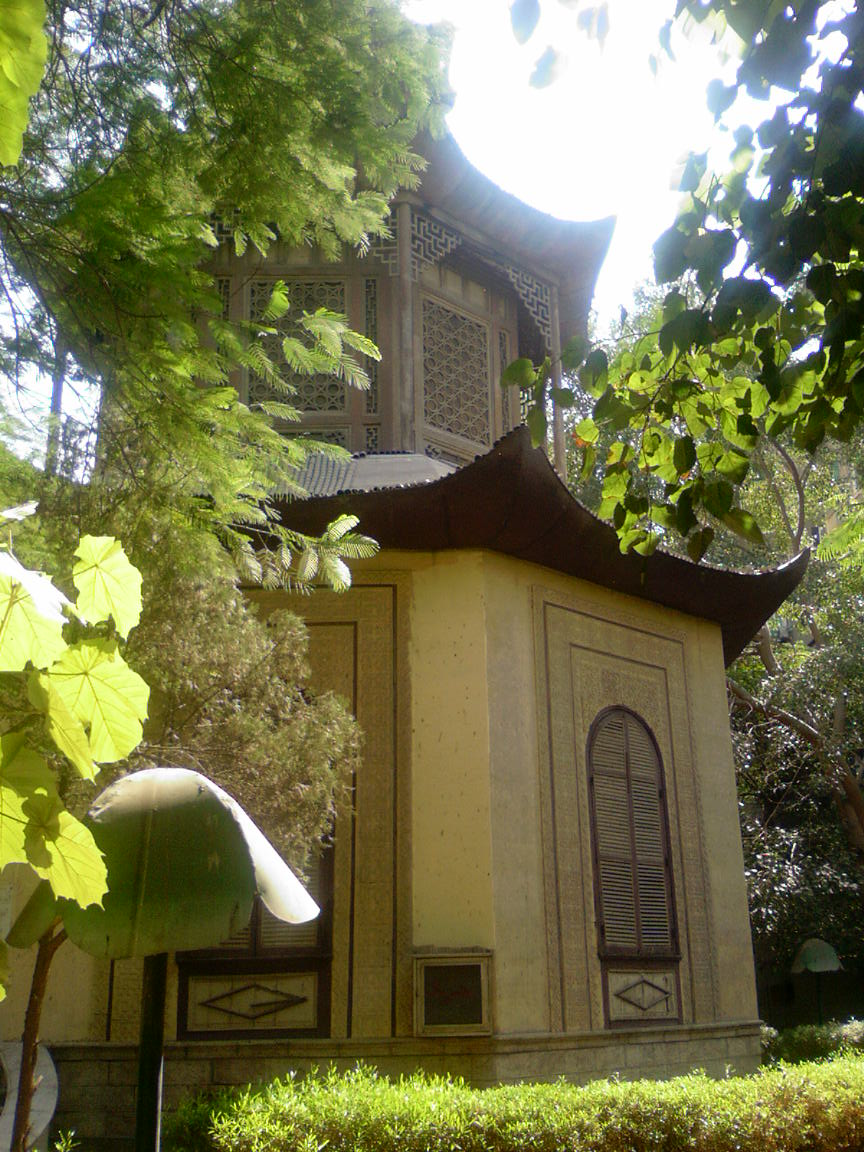
الكشك الياباني
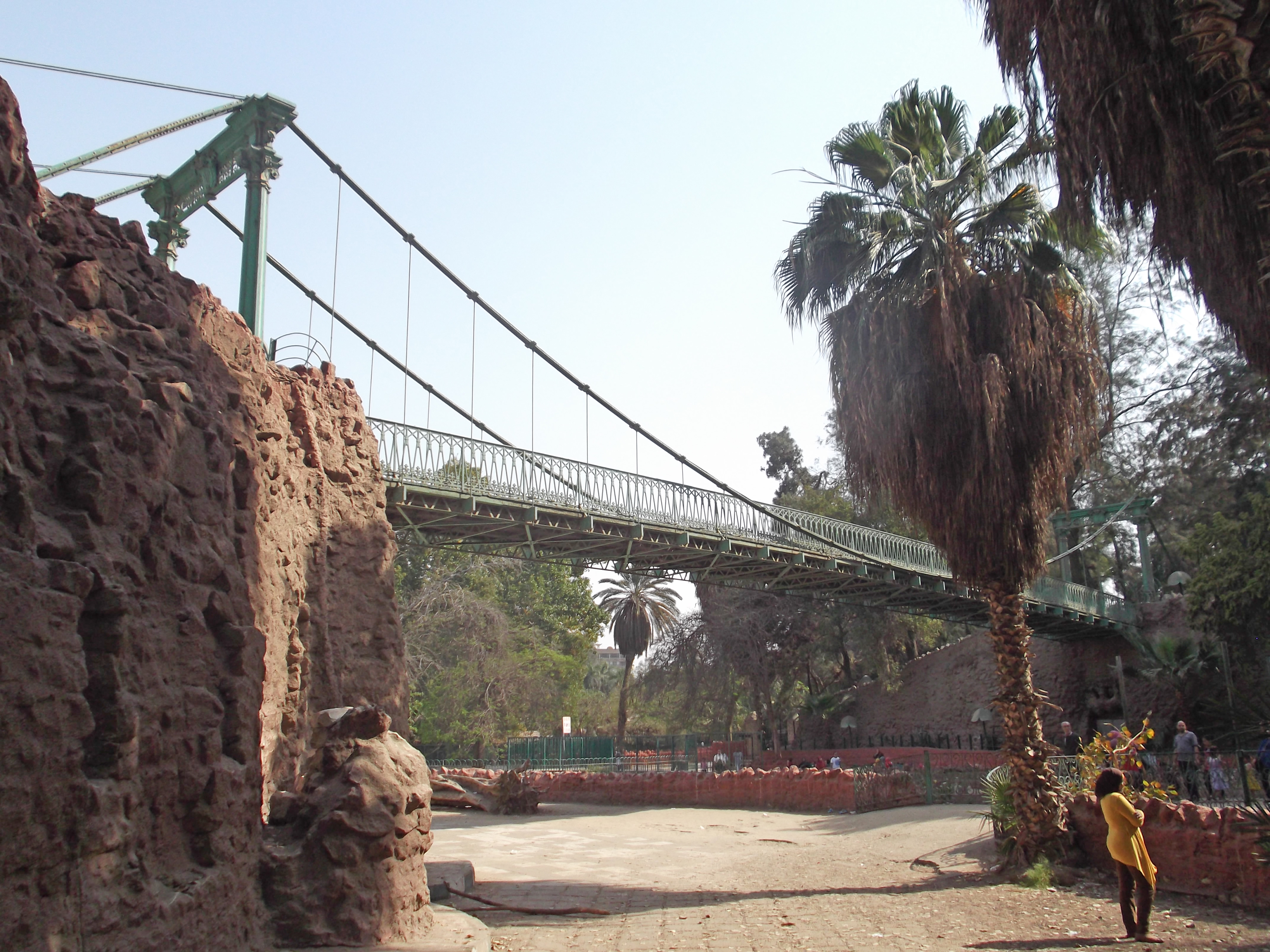
الجسر المعلق
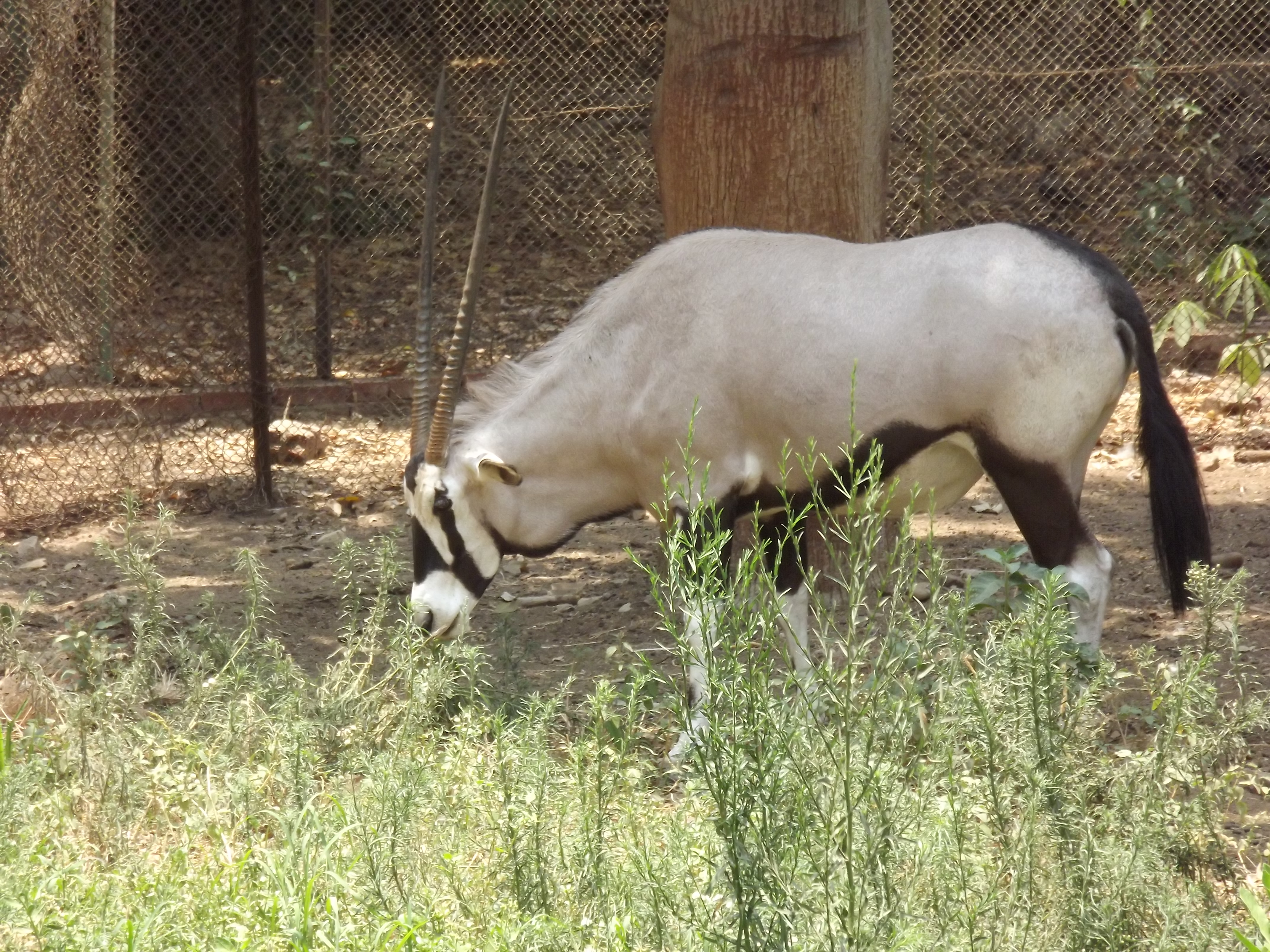
أبو حراب جنوبي
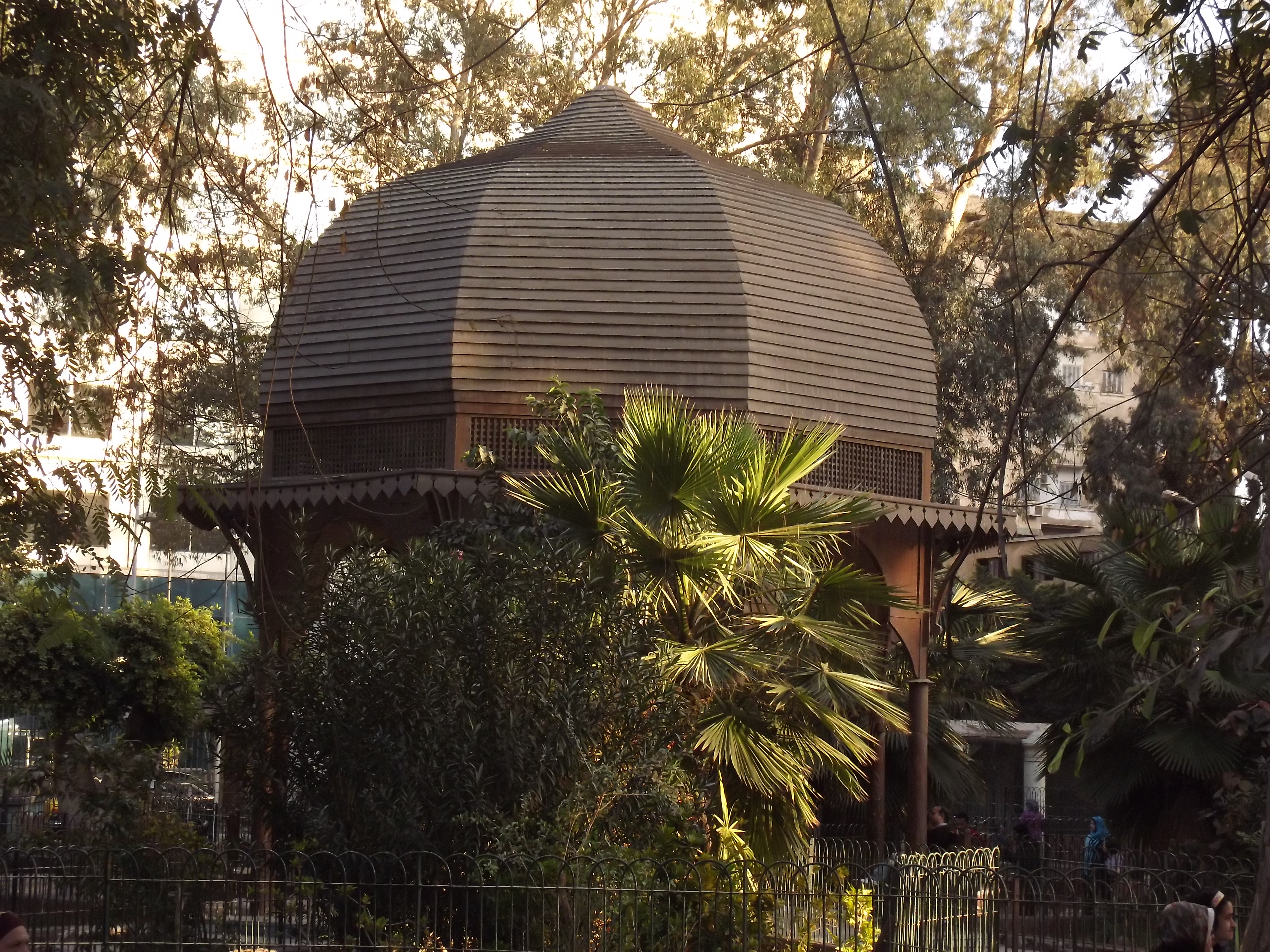
الحديقة
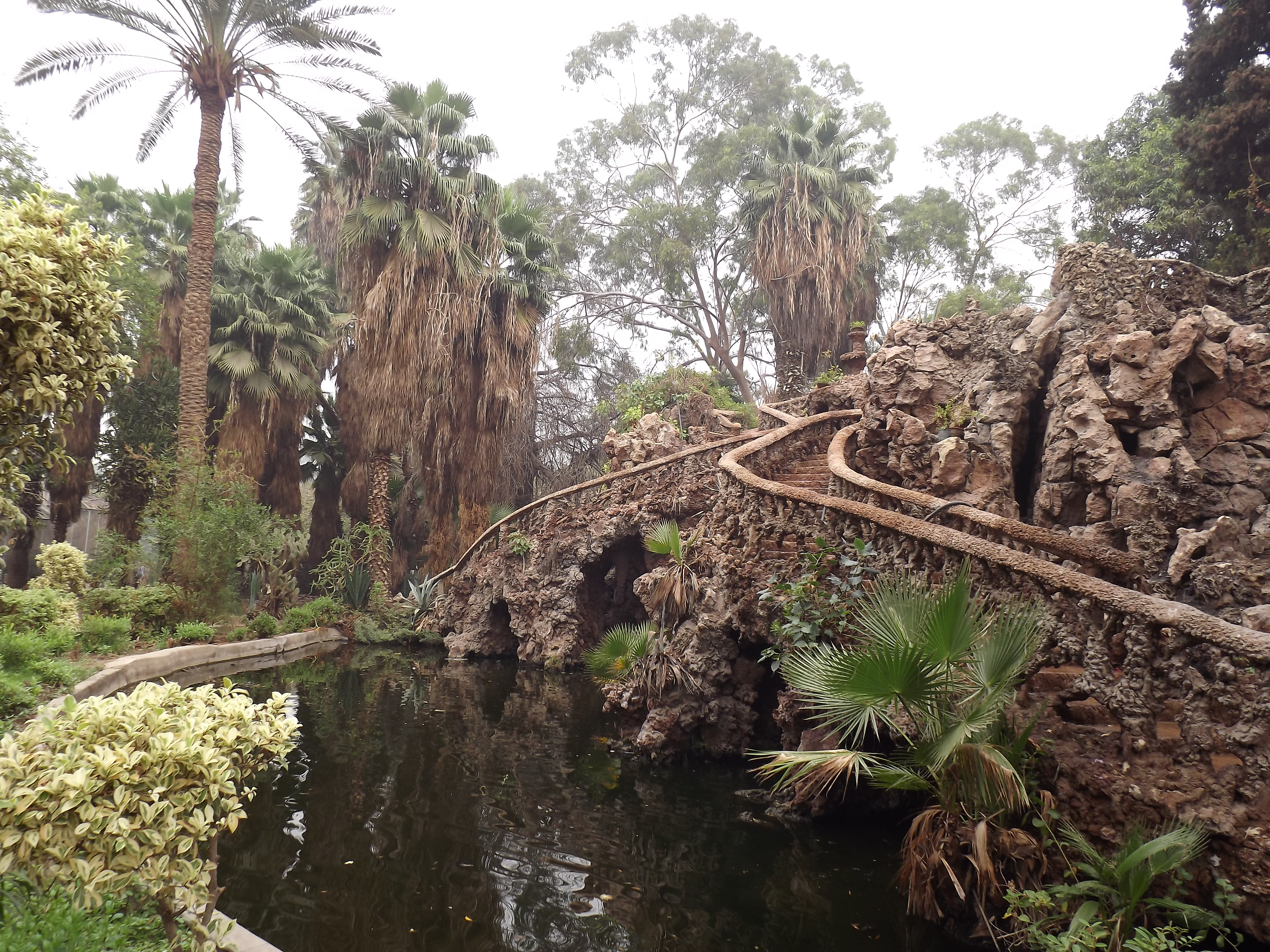
جبلاية الشمعدان
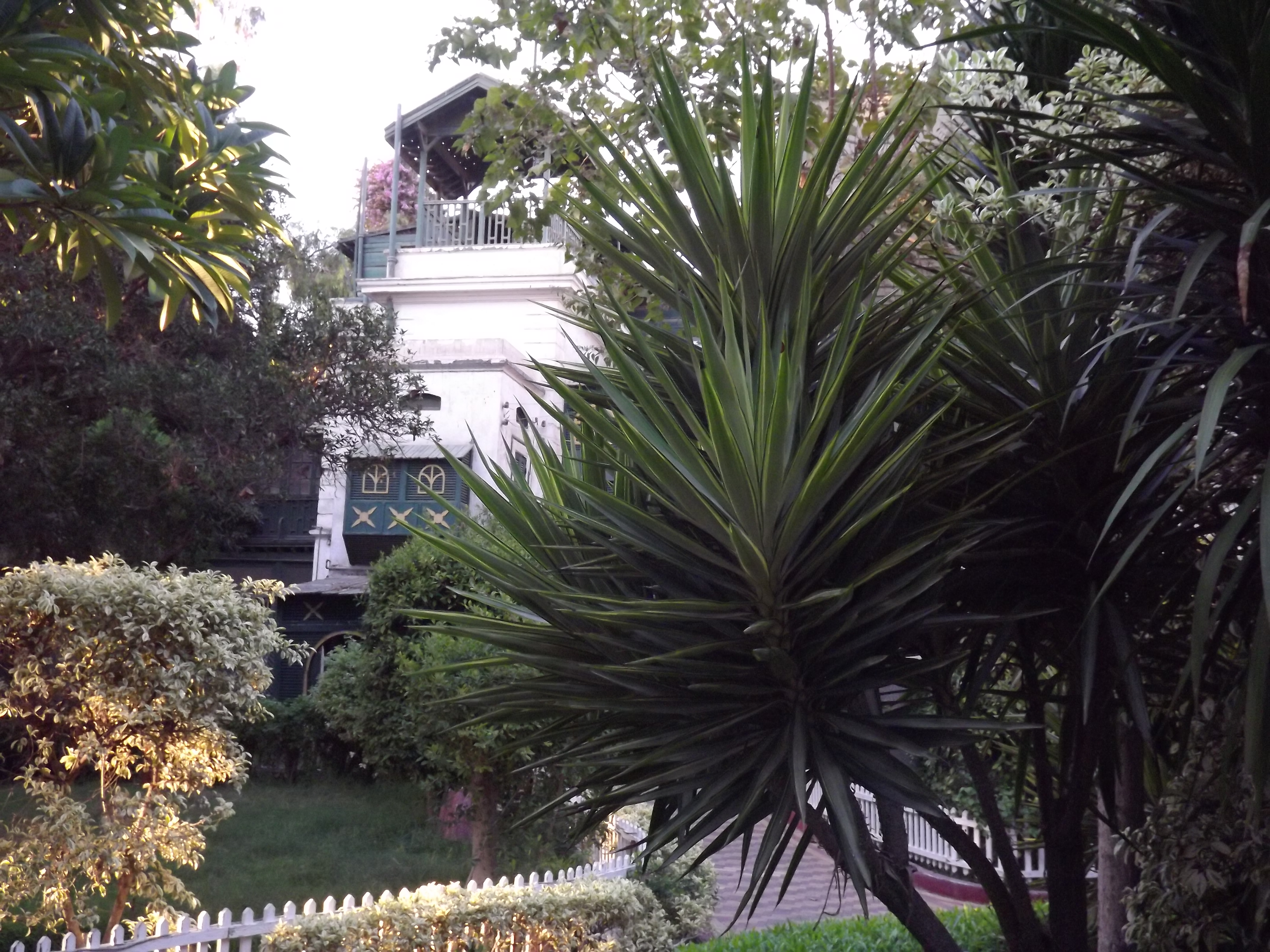
البيت الحكومي (الإدارة المركزية لحدائق الحيوان)
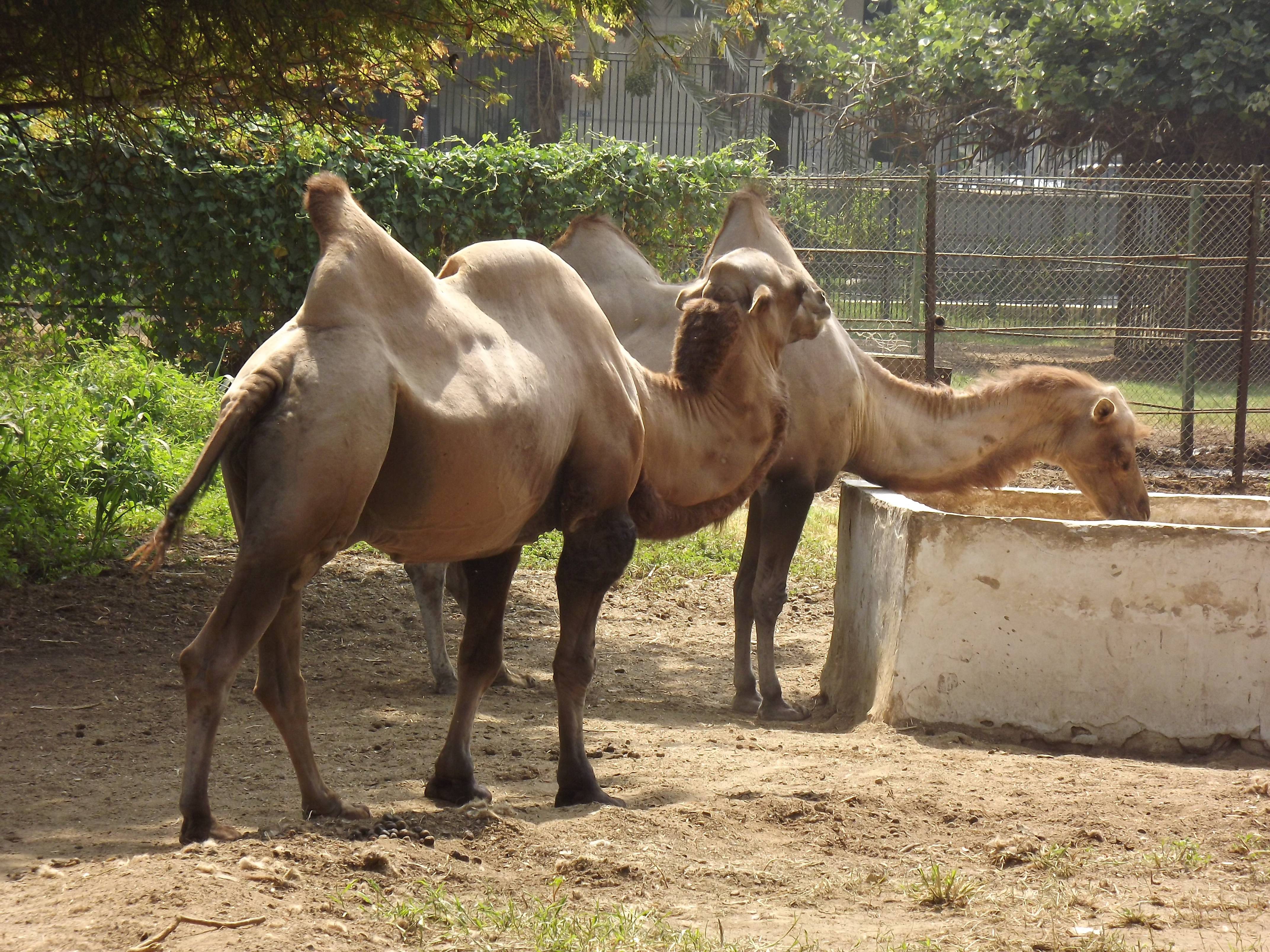
جمل آسيوي
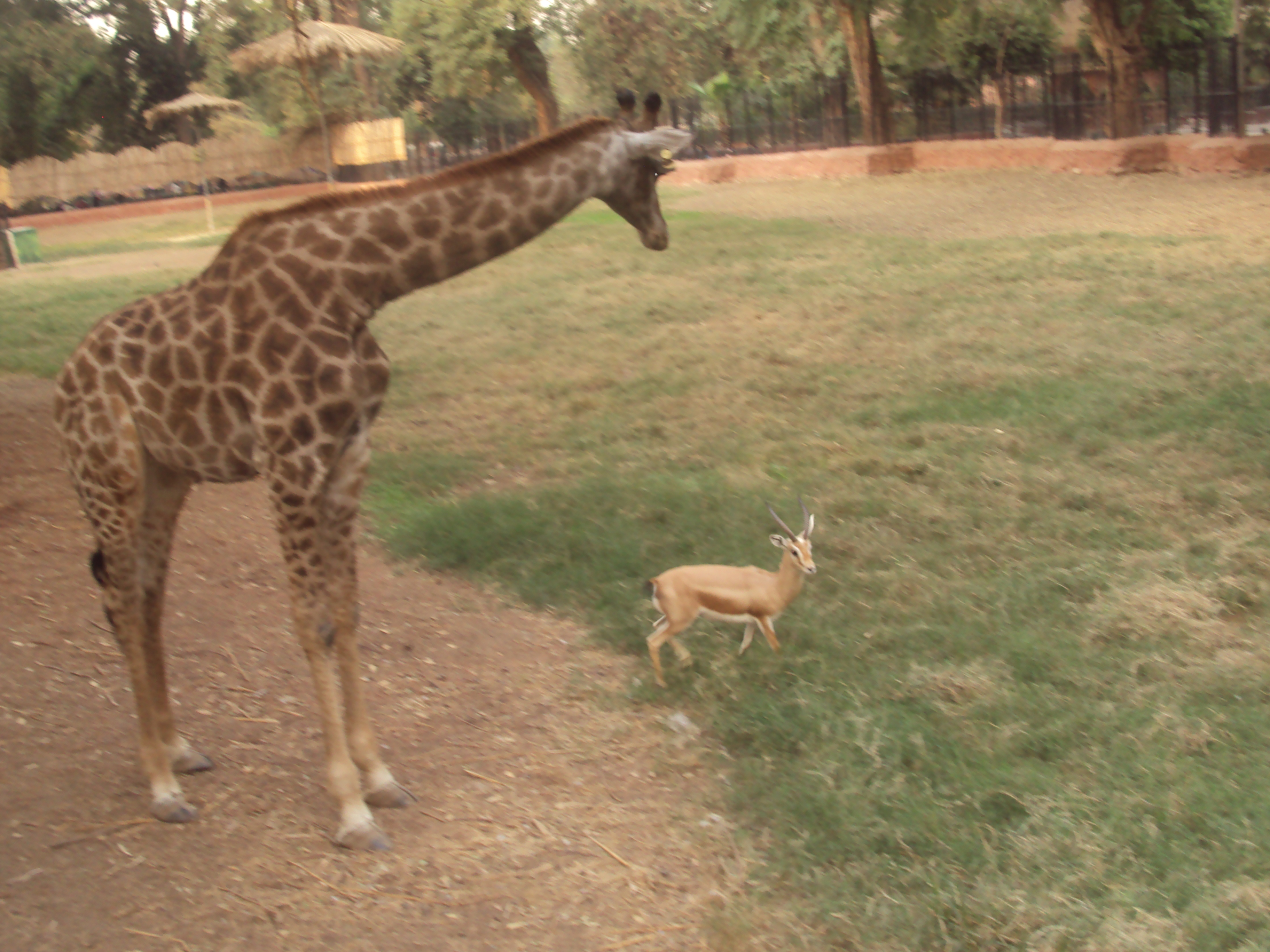
صورة تجمع غزال مع زرافة
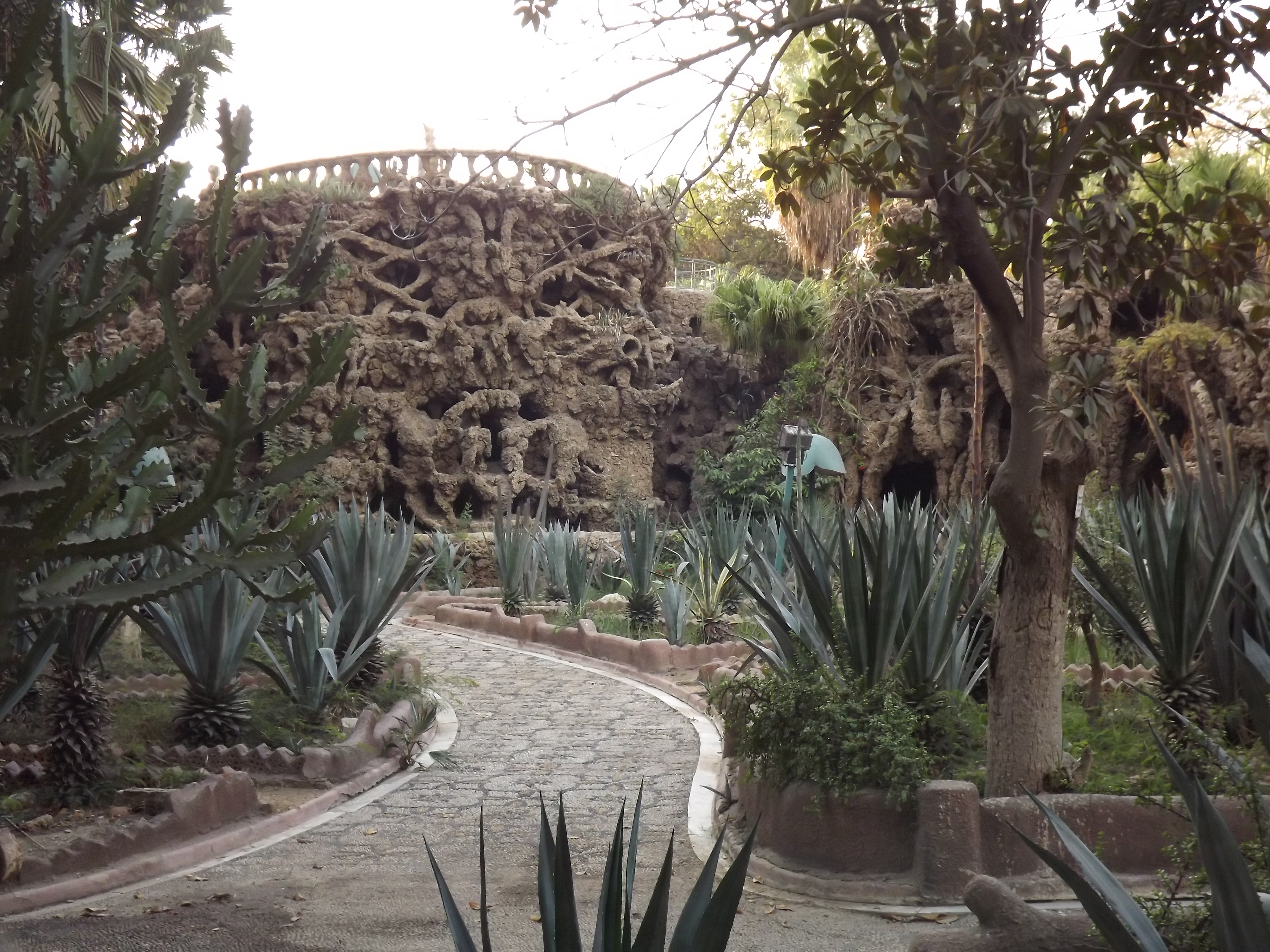
الجبلاية الملكية
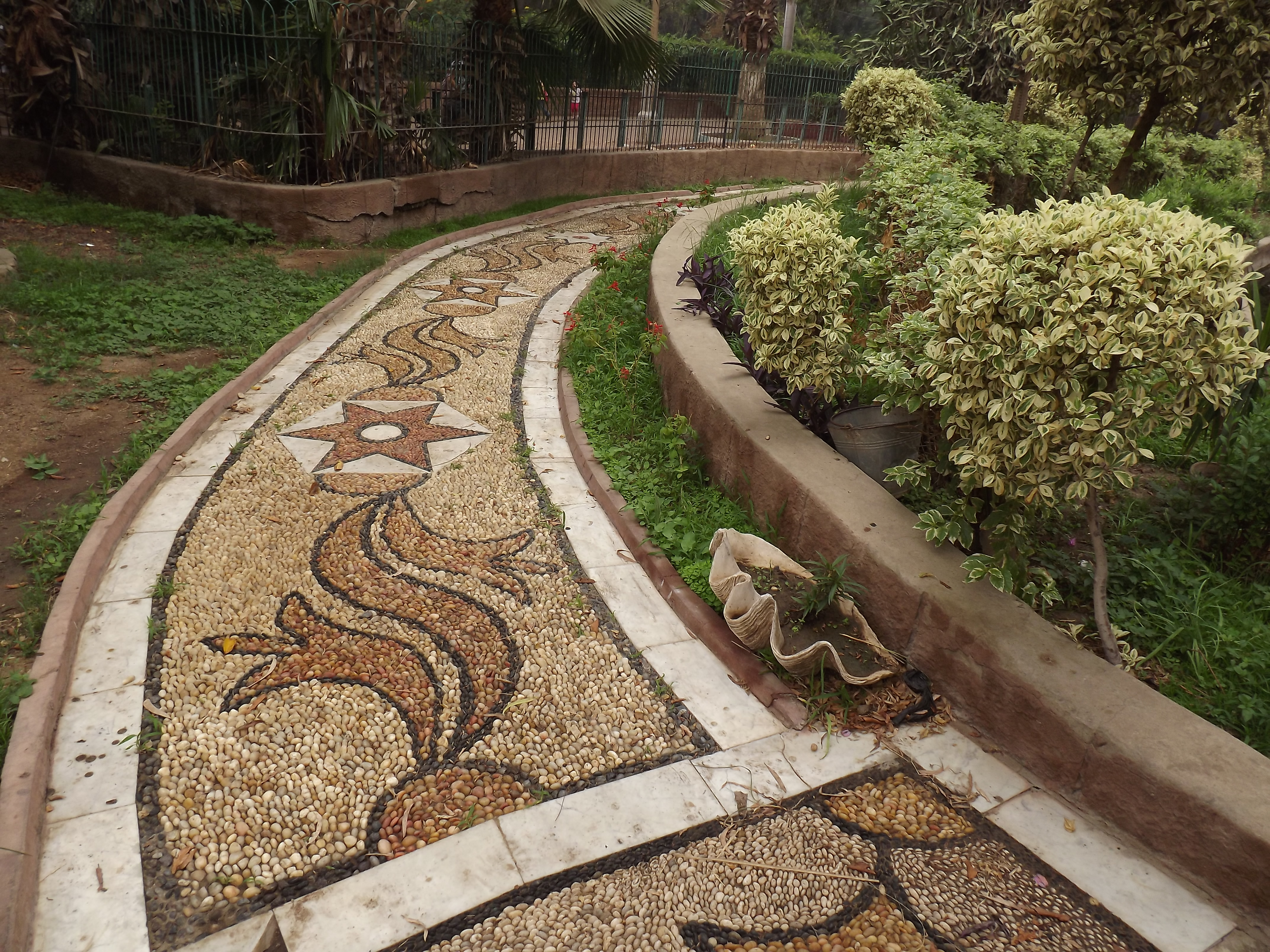
زخارف في الممرات
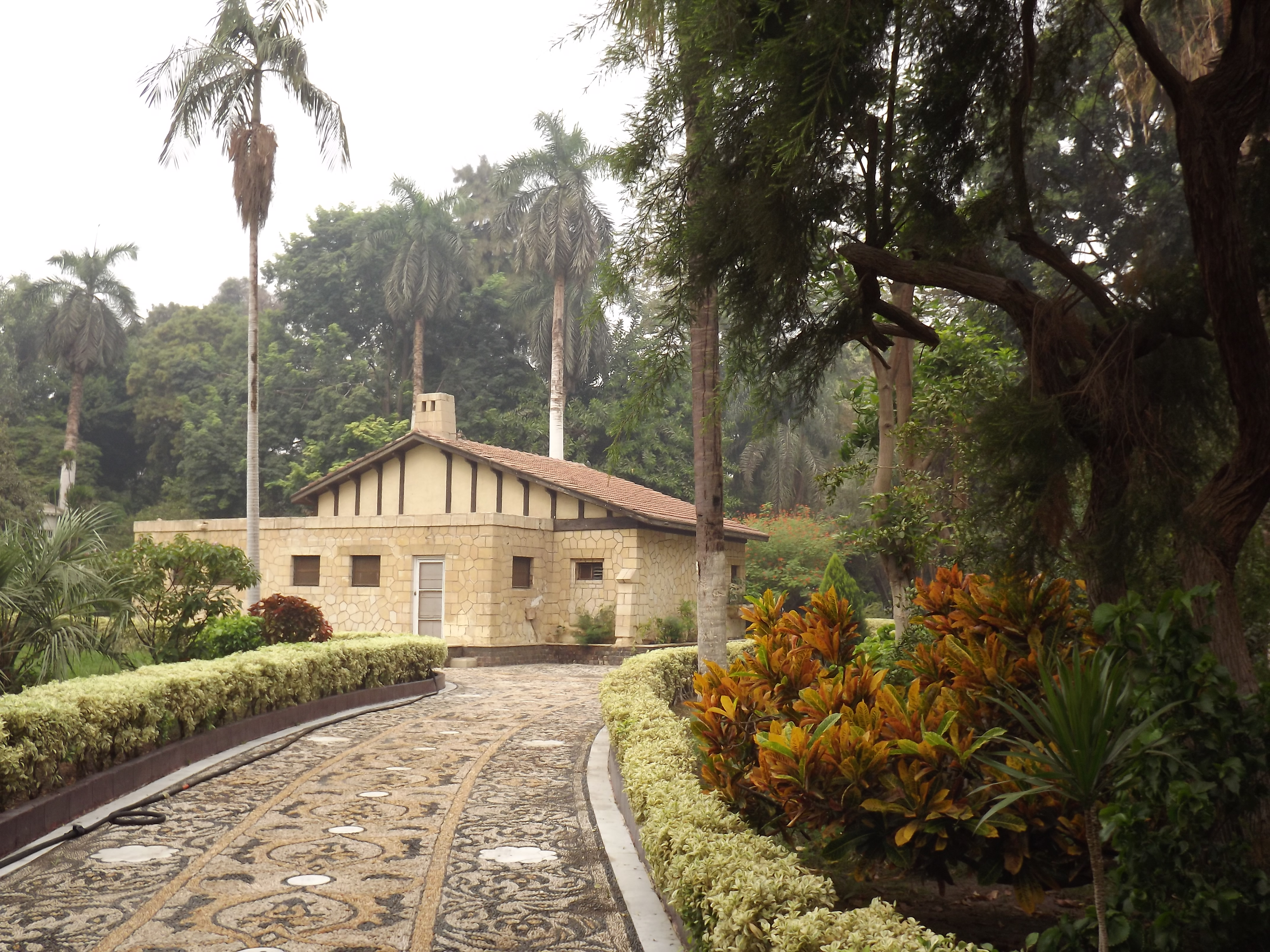
الاستراحة الملكية
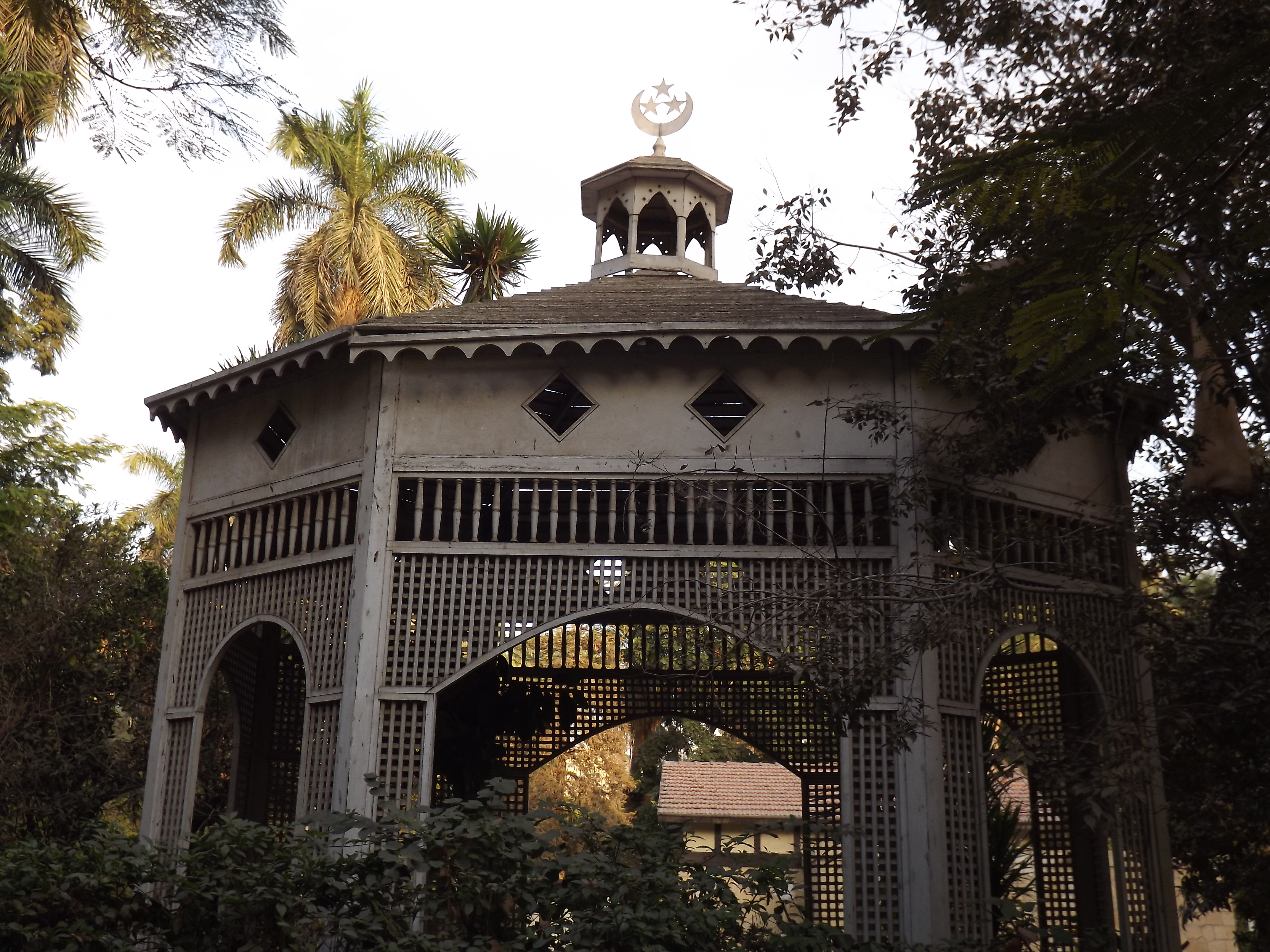
الحديقة
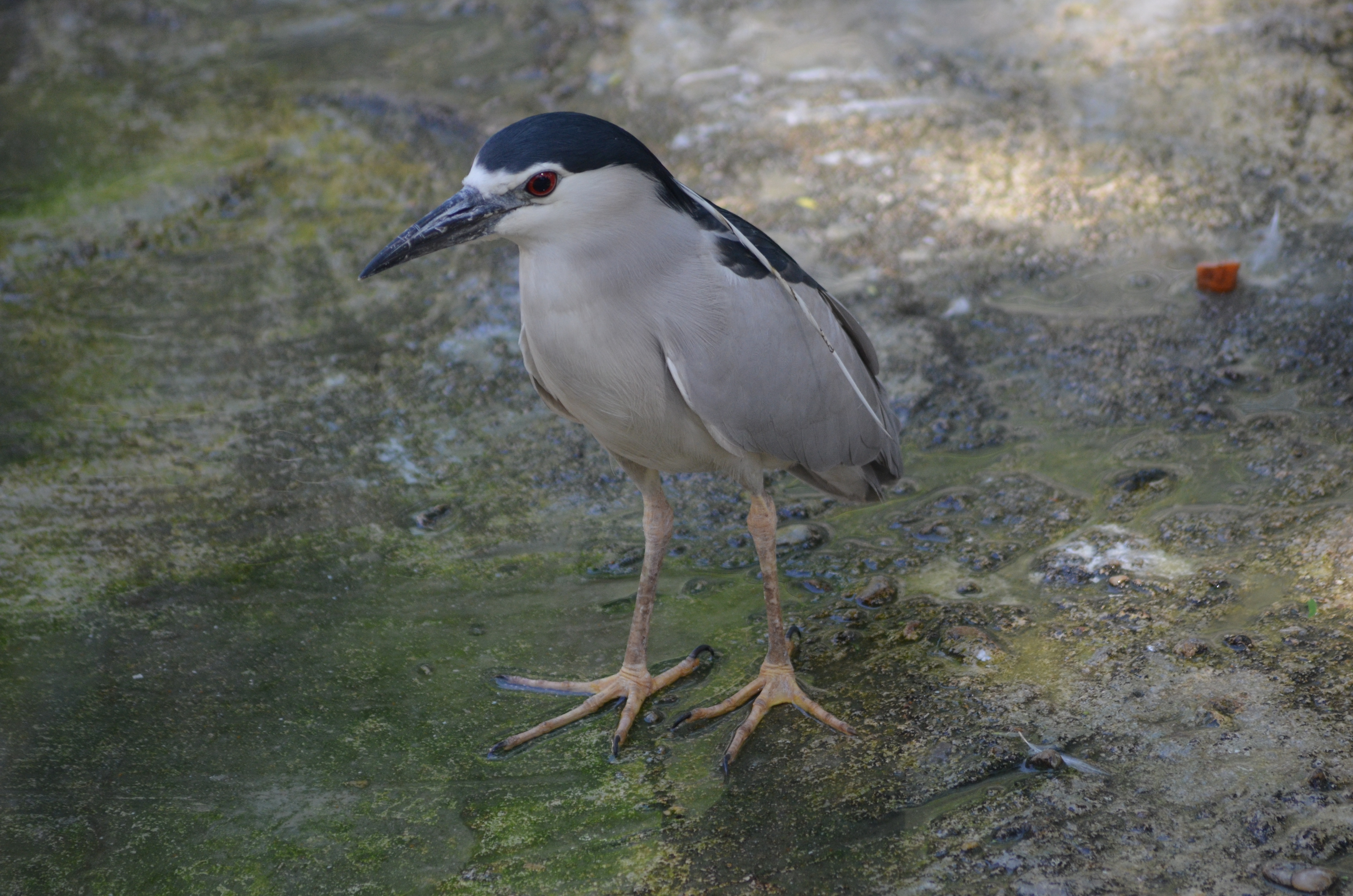
بلشون الليل
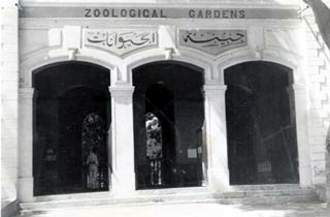
جنينة الحيوانات بالجيزة في العام 1912